# Hajnówka
Hajnówkaⓘ (em bielorrusso: Гайнаўка, Hajnaŭka) é um município no nordeste da Polônia. Pertence à voivodia da Podláquia, no condado de Hajnówka. É a sede do condado de Hajnówka e da comuna rural de Hajnówka. Em 2007, o bielorrusso foi introduzido como língua auxiliar na cidade.
Estende-se por uma área de 21,3 km², com 18 836 habitantes, segundo o censo de 31 de dezembro de 2024, com uma densidade populacional de 885 hab./km².

## Localização
A cidade está localizada na planície de Bielsko, no extremo oeste da Floresta Primitiva de Białowieża. Devido à sua localização perto de Białowieża e da floresta, é chamada de “o portão para a Floresta de Białowieża”.
As cidades mais próximas são Bielsk Podlaski (27 km), Kleszczele (28 km), Brańsk (50 km) e Białystok (62 km).
Hajnówka está situada na fronteira da Podláquia e a Polésia — a parte ocidental da cidade na margem direita do rio Leśna Prawa está situada na antiga terra de Bielsko da antiga voivodia da Podláquia, e a parte oriental da margem esquerda de Hajnówka pertence à histórica Terra Kamieniec da voivodia de Brześć Litewski.

## Estrutura da área
Segundo os dados de 2002, a área de Hajnówka é de 21,3 km², incluindo:
- Terras agrícolas: 59%
- Terras florestais: 3%.

## Características gerais

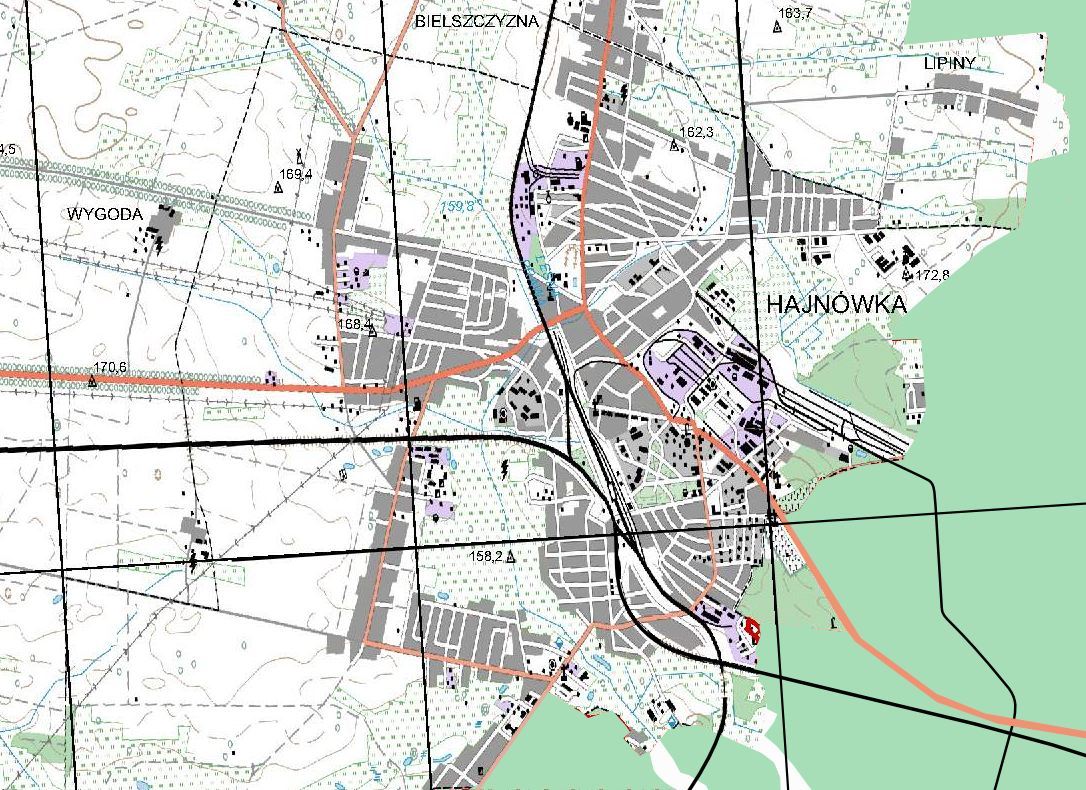
Planta da cidade

A cidade é um centro turístico (florestas, ferrovia de bitola estreita) e o centro da minoria bielorrussa (graças ao Museu da Cultura bielorrussa), que, conforme os dados do censo de 2007, representam 26,41% da população em Hajnówka. A cidade é a sede da Faculdade de Silvicultura da Universidade Técnica de Bialystok, educando estudantes na área da silvicultura. É também um centro da indústria madeireira e de fábricas de máquinas florestais. Há fábricas de: tricô, roupas, processamento de vegetação rasteira e alimentos. Existem 5 escolas primárias, duas escolas secundárias estatais (incluindo uma com ensino adicional de língua bielorrussa — Escola Secundária com Estudo Adicional da Língua Bielorrussa), um complexo de escolas profissionalizantes e um complexo não público de escolas de economia (incluindo uma escola secundária). Abriga também a Escola Pós-Secundária de Salmistas e o Centro de Formação Profissional. Todos os anos, em maio, a cidade recebe o Festival Internacional “Dias da Música ortodoxa em Hajnowskie”. A cidade é também a sede do Festival Internacional de Música ortodoxa “Hajnówka” em Białystok.
Hajnówka está localizada na planície da Podláquia, na parte sudeste da voivodia da Podláquia, no extremo oeste da Floresta Primitiva de Białowieża. A vizinhança de Hajnówka é uma vasta planície coberta de florestas, prados e campos aráveis. O rio Leśna Prawa, um afluente do Bug Ocidental, atravessa a cidade.
Hajnówka surgiu de um assentamento de guardas florestais fundado no século XVI. Fazia parte do Grão-Ducado da Lituânia. Em 1589, a constituição “Ordinato sobre os impedimentos reais” dividiu a propriedade real em bens de Estado e da família real. A Floresta Primitiva de Białowieża foi incluída nos bens da família destinados à manutenção da corte real e foi particularmente protegida. A importância da Guarda Hajnowska cresceu.
Após a Terceira Partição da Polônia, Hajnówka, com a Floresta Białowieża, se viu no domínio russo.
Em 1888, a Floresta Primitiva de Białowieża foi transferida para a gestão dos domínios czaristas. Nos anos 1894–1906, uma ferrovia foi construída de Bielsk Podlaski a Białowieża e de Siedlce passando por Hajnówka até Wołkowysk.
Hajnówka tornou-se um entroncamento ferroviário. Por volta de 1900, foi construída uma estrada de Bielsk Podlaski a Białowieża, que passava por Hajnówka. Durante a Primeira Guerra Mundial, em 1915, a Floresta Białowieża foi ocupada pelos alemães que começaram a explorá-la. Eles construíram duas serrarias em Hajnówka, uma usina de destilação seca, uma junção de ferrovias florestais de bitola estreita, oficinas de reparo e cerca de 90 km de trilhos na floresta para o transporte de madeira da Floresta Primitiva de Białowieża. As autoridades polonesas assumiram Hajnówka em 1919.
As indústrias eram propriedade do Estado e foram arrendadas, apenas a fábrica “Terebenthen” passou para mãos privadas. Durante vários anos, a floresta, ferrovias e serrarias em Hajnówka foram arrendadas pela empresa inglesa The Century European Timber Corporation. Uma onda de pessoas de várias partes da Polônia chegaram a Hajnówka. Além disso, a divisão bielorrussa do general Bułak-Bałachowicz foi dissolvida aqui, e seus soldados se estabeleceram em Hajnówka e Białowieża. Criou-se um conglomerado dialetal e cultural peculiar, onde os poloneses constituíam cerca de 70% da população.
Os recém-chegados ocuparam quartéis, construíram casas de madeira, serragem para abastecer e abrigos. As ruas estavam marcadas até a largura dos ombros humanos. A vida cultural e social começou a se desenvolver lentamente. Uma paróquia católica romana foi criada, três escolas primárias foram construídas, a Escola Estadual da Indústria da Madeira, um internato, um centro comunitário, conjuntos habitacionais para trabalhadores, um correio, uma farmácia, um hotel, uma biblioteca pública, dois cinemas, uma Cooperativa Alimentar “Społem” e Kasa Chorych. Os judeus construíram uma sinagoga e organizaram uma escola religiosa. A partir de 1925, a população ortodoxa teve uma capela em uma casa particular.
Um médico local e astrônomo autodidata, dr. Tadeusz Rakowiecki, publicou um trabalho em dois volumes intitulado Os caminhos dos planetas e cometas.
No campo econômico, predominavam quatro indústrias: a Fábrica Química, a Autoridade Ferroviária Florestal, Terebenthen e Obras de Madeira das Florestas do Estado, ampliadas, modernamente organizadas e mecanizadas, de modo que em 1938 eram grandes indústrias e empregavam 1 521 pessoas. No total, cerca de 2 mil pessoas trabalharam nas indústrias de Hajnówka. Hajnówka era o segundo maior centro industrial da voivodia. O artesanato floresceu.
O assentamento era habitado por poloneses, bielorrussos, russos, ucranianos, judeus e alemães. A Segunda Guerra Mundial e a ocupação impediram o desenvolvimento do assentamento. Fábricas de produção, parte da cidade, estação ferroviária e trilhos foram destruídos. Cerca de 700 habitantes morreram. A libertação de Hajnówka ocorreu em 18 de julho de 1944.
Após a guerra, as fábricas destruídas foram reconstruídas, a maioria das ruas foi reconstruída, oito escolas, quatro igrejas de várias denominações, um centro comunitário, dois hospitais, uma clínica distrital, uma estação de tratamento de água, uma piscina foram construídas e o transporte público foi introduzido.
Hajnówka recebeu direitos de cidade em 1951 e nos anos 1954–1975 foi a sede das autoridades do condado.
No total, a cidade possui 12 indústrias e cerca de 280 fábricas artesanais. Uma linha férrea de Siedlce a Siemianówka (a fronteira do país) passa por Hajnówka. As estradas de Hajnówka levam na direção de: Białowieża (18 km), Białystok via Narew (62 km), Siemiatycz via Kleszczele (62 km), Bielsk Podlaski (27 km), Siemianówka via Narewka (23 km).

## Clima
O clima é temperado frio. Em Hajnówka existe uma pluviosidade significativa ao longo do ano. Mesmo o mês mais seco ainda assim tem muita pluviosidade. Com base na classificação climática de Köppen e Geiger, este clima é classificado como “Dfb”. A temperatura média anual é de 8,2 °C. na cidade de Hajnówka. Durante o ano, a precipitação média é de 712 mm.
| Dados climatológicos para Hajnówka | Dados climatológicos para Hajnówka | Dados climatológicos para Hajnówka | Dados climatológicos para Hajnówka | Dados climatológicos para Hajnówka | Dados climatológicos para Hajnówka | Dados climatológicos para Hajnówka | Dados climatológicos para Hajnówka | Dados climatológicos para Hajnówka | Dados climatológicos para Hajnówka | Dados climatológicos para Hajnówka | Dados climatológicos para Hajnówka | Dados climatológicos para Hajnówka | Dados climatológicos para Hajnówka |
| Mês                                | Jan                                | Fev                                | Mar                                | Abr                                | Mai                                | Jun                                | Jul                                | Ago                                | Set                                | Out                                | Nov                                | Dez                                | Ano                                |
| ---------------------------------- | ---------------------------------- | ---------------------------------- | ---------------------------------- | ---------------------------------- | ---------------------------------- | ---------------------------------- | ---------------------------------- | ---------------------------------- | ---------------------------------- | ---------------------------------- | ---------------------------------- | ---------------------------------- | ---------------------------------- |
| Temperatura máxima média (°C)      | −1,3                               | 0,2                                | 5,6                                | 12,9                               | 18,3                               | 21,5                               | 23,7                               | 23,0                               | 17,6                               | 11,2                               | 5,6                                | 1,1                                | 11,6                               |
| Temperatura média (°C)             | −3,4                               | −2,3                               | 1,9                                | 8,4                                | 13,9                               | 17,4                               | 19,6                               | 18,8                               | 13,8                               | 8,1                                | 3,6                                | −0,7                               | 8,2                                |
| Temperatura mínima média (°C)      | −5,7                               | −5,0                               | −1,9                               | 3,4                                | 8,7                                | 12,3                               | 15,0                               | 14,2                               | 9,9                                | 5,2                                | 1,5                                | −2,8                               | 4,6                                |
| Precipitação (mm)                  | 47                                 | 42                                 | 48                                 | 53                                 | 73                                 | 75                                 | 89                                 | 72                                 | 66                                 | 51                                 | 46                                 | 50                                 | 712                                |
| Dias com precipitação              | 9                                  | 7                                  | 8                                  | 8                                  | 9                                  | 9                                  | 10                                 | 8                                  | 8                                  | 8                                  | 8                                  | 8                                  | 100                                |
| Umidade relativa (%)               | 85                                 | 84                                 | 77                                 | 68                                 | 66                                 | 66                                 | 69                                 | 68                                 | 74                                 | 79                                 | 86                                 | 86                                 | 75,7                               |
| Fonte: 2023-07-06                  |                                    |                                    |                                    |                                    |                                    |                                    |                                    |                                    |                                    |                                    |                                    |                                    |                                    |

## Demografia
Conforme os dados do Escritório Central de Estatística da Polônia (GUS) de 31 de dezembro de 2024, Hajnówka é uma cidade pequena com uma população de 18 836 habitantes (8.º lugar na voivodia da Podláquia e 218.º na Polônia), tem uma área de 21,3 km² (17.º lugar na voivodia da Podláquia e 283.º lugar na Polônia) e uma densidade populacional de 885 hab./km² (11.º lugar na voivodia da Podláquia e 358.º lugar na Polônia). Nos anos 2002–2024, o número de habitantes diminuiu 16,3%.
Os habitantes de Hajnówka constituem cerca de 48,89% da população do condado de Hajnówka, constituindo 1,66% da população da voivodia da Podláquia.
| Descrição                         | Total      | Total    | Mulheres   | Mulheres | Homens     | Homens   |
| --------------------------------- | ---------- | -------- | ---------- | -------- | ---------- | -------- |
| unidade                           | habitantes | %        | habitantes | %        | habitantes | %        |
| população                         | 18 836     | 100      | 9 999      | 53,1     | 8 837      | 46,9     |
| superfície                        | 21,3 km²   | 21,3 km² | 21,3 km²   | 21,3 km² | 21,3 km²   | 21,3 km² |
| densidade populacional (hab./km²) | 885        | 885      | 469,9      | 469,9    | 415,1      | 415,1    |

Segundo o censo de 30 de setembro de 1921, o assentamento fabril em Hajnówka era habitado por 287 pessoas em 17 casas, 248 de nacionalidade polonesa, 29 de nacionalidade bielorrussa, 4 alemãs e 6 outras nacionalidades (russos, rutenos). O assentamento Fabryczna pertencia à comuna de Łosinka. 187 pessoas eram católicas romanas, 31 ortodoxas, 12 evangélicas, 56 mariavitistas e 1 ateu.
Por outro lado, na aldeia de Hajnówka, 748 pessoas viviam em 40 casas, 605 indicavam nacionalidade polonesa, 103 — bielorrussa, 6 — judia, 34 — outra nacionalidade. Quatrocentas e dezesseis pessoas eram católicas romanas, 283 pessoas eram ortodoxas, 41 declararam pertencerem à fé mosaica. Hajnówka (aldeia) pertencia à comuna de Białowieża.
Conforme os dados de 2013, a cidade tinha 21 559 habitantes.

## Toponímia
A maioria das fontes diz que o nome da cidade vem do nome do guarda — Hayno (Hajno) — estabelecido no complexo florestal de Skarbosławka no século XVIII.
No entanto, não é totalmente certo qual era o nome do primeiro guarda dos Guardas Hajnowska. O nome também pode vir da frase dialetal “uhaj”, ou seja, um lugar em uma floresta (clareira) onde o gado pastava.

## História

### Comunidade Polaco-Lituana
- 1589 — em virtude da Portaria do Sejm “Ordinato sobre os Precedentes Reais”, as áreas de Hajnówka são transferidas para os bens do rei da Polônia
- 1639 — A Portaria do Sejm introduz uma ordem para construir torres de vigia reais para proteger a Floresta. Em “Ordinatia pusczy j.k.mści. leśnictwa Białowieżskiego y Kamienieckiego..” há a primeira menção da área onde a cidade de hoje está localizada “do outro lado do rio Leśnica através das terras da floresta de Białego até Judin Błota, de lá para o rio Skrobosławka para Dubin para Sadek Uroczysko ( ...)”
- 1670 — no campo de Skarbosławka é construída uma torre de vigia real (agora o distrito de Placówka), mencionada no “Inventário da Floresta de Białowieża”
- 1679 — conforme a “Descrição da Floresta”, 7 atiradores e 2 guardas de pelotão estavam de serviço na torre de vigia, guardando também a Rota Real para a corte real em Białowieża
- 1709 — após a morte de Krzysztof Hayna, o subversivo Łukasz Minicki de Białowieża colocou o atirador Hrehor Prokopowicz na região de Haynowskie.
- 1780 — criação da Guarda Hajnowska, um dos 13 guardas da Floresta Białowieża, cuja tarefa era proteger as fronteiras da Floresta contra o roubo de madeira e a caça furtiva, e ajudar a organizar a caça real.
- 1784 — o mapa de M. Polchowski “Plan Pierwszy Traktat z Lady przez Straż do Białowieży” mostra a Guarda (Hajnowska) situada na bifurcação das estradas para Bielsk Podlaski e Narewka
- 1792 — o “Inwentarzu 4ech kwater Leśnictwa JKMCi Białowieża”  inclui a informação de que o guarda Krzysztoff Szreterowicz (Szreyterowicz) com sua esposa e filhos vivia dentro do Haynowszczyzna. A torre de vigia estava localizada na área dos vestiários do estádio do Centro esportivo e recreativo.

### Sob o domínio russo e a Primeira Guerra Mundial

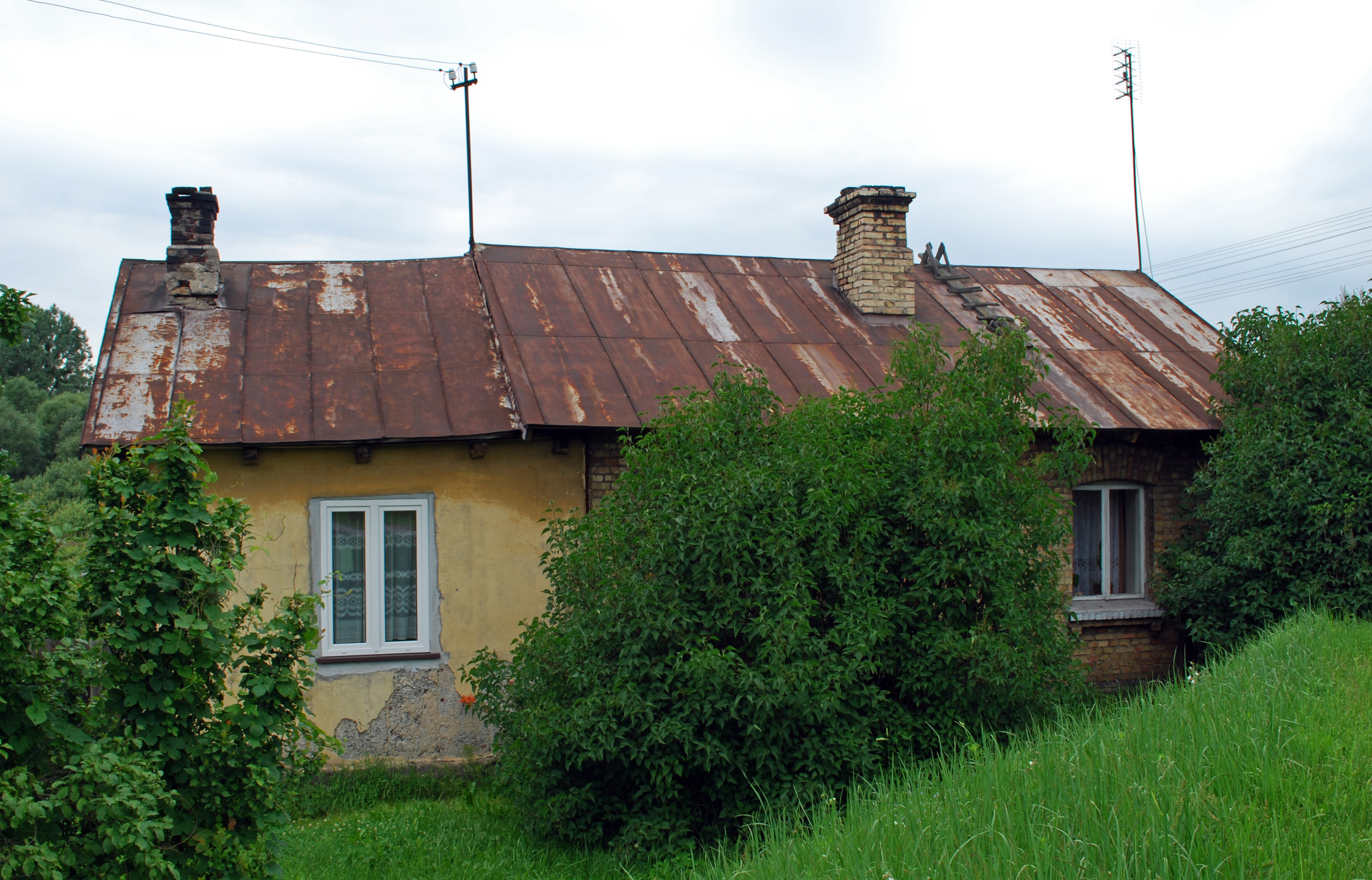
A casa do zelador construída em 1906

- 1795 — Terceira Partição da Polônia – até que o Tratados de Tilsit fosse assinado em 1807, a fronteira entre as partições prussiana e russa atravessa a área da cidade de hoje. A partir de 1807, a área de Hajnówka juntamente com toda a região de Bialystok estava inteiramente no território do Império Russo (partição russa);[16][17]
- Século XIX — uma vila foi construída ao lado da sede da guarda;
- Em 23 de maio de 1831, perto de Hajnowszczyzna, uma unidade insurgente do general Dezydery Chłapowski travou uma batalha vitoriosa com uma unidade de tropas russas;
- 1846 — estabelecimento do Distrito Florestal Hajnowski — habitado por 18 famílias. Uma aldeia ao longo da rua Lipowa foi criada para fins de silvicultura;
- 1863 — acontecem lutas na área durante a Revolta de Janeiro;
- 1888 — a Floresta Białowieża faz parte da propriedade czarista;
- 1894 — uma ferrovia é conectada a Hajnówka partindo de Bielsk Podlaski;
- 1897 — extensão da linha férrea ao palácio em Białowieża;
- 1909 — construção de uma linha ferroviária por Hajnówka na rota Siedlce — Wołkowysk. Hajnówka tem uma população de 600 habitantes;
- 1915 (17 de agosto) — fuga das tropas russas dos alemães e evacuação de parte da população; incendiada pelos russos a Guarda Hajnowska no Centro de Esportes e Recreação em Hajnówka;
- 1915–1918 — pilhagem de madeira durante a Primeira Guerra Mundial; construção pelos alemães de duas serrarias, uma padaria, uma lavanderia, uma casa de banhos, um cassino, um cinema, uma fábrica de destilação seca de madeira;
- 1916 — os alemães ocupantes começam a construir um galpão de máquinas e uma rede ferroviária de bitola estreita com o uso de prisioneiros de guerra (franceses e russos);
- 1917 — conclusão da construção de uma fábrica de produtos químicos.

### Período entre guerras

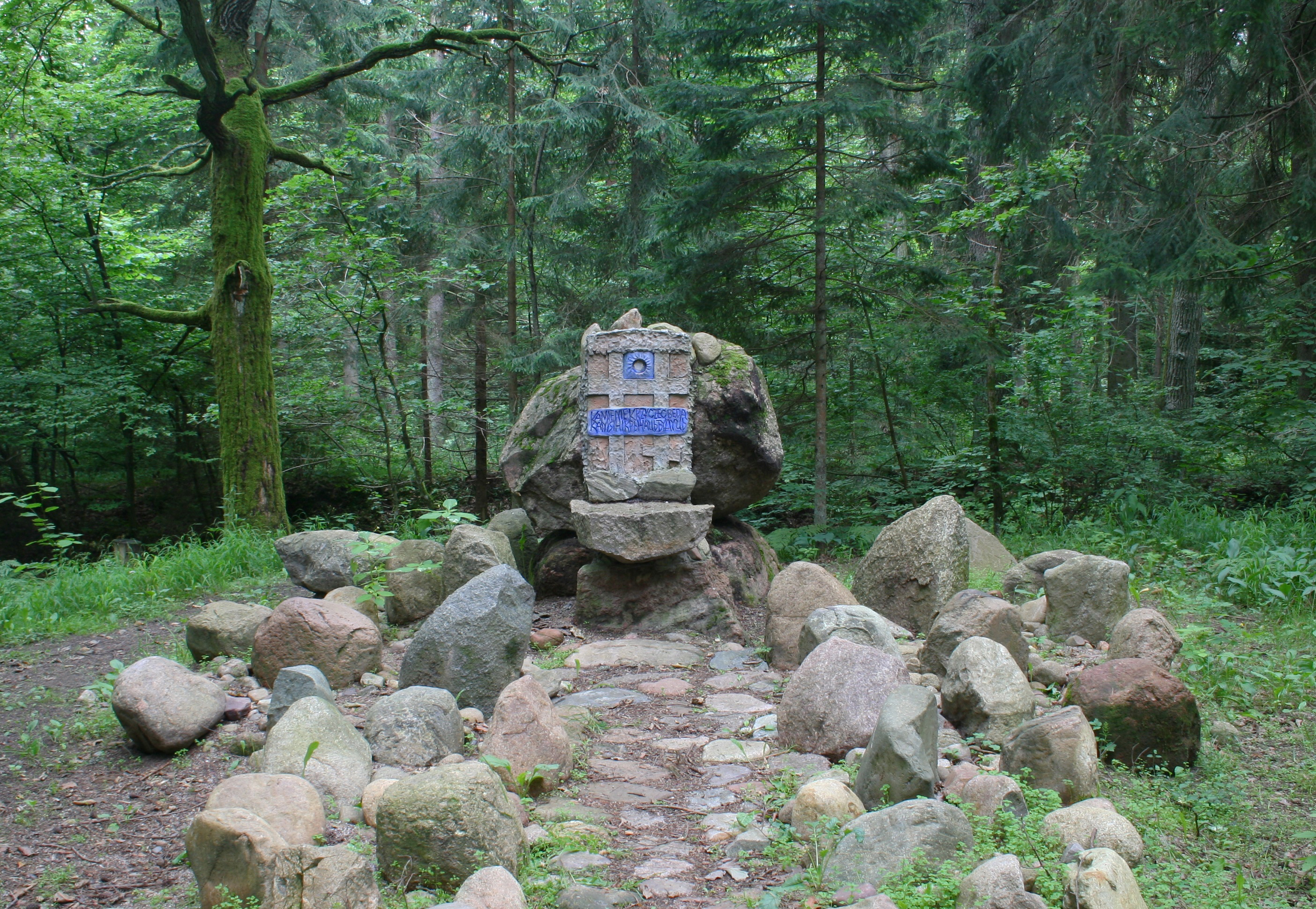
Monumento comemorativo do local de execuções em 1943 perto de Hajnówka

- 1919 (fevereiro) — um ramo do exército polonês entra em Hajnówka, o assentamento tem então 118 habitantes
- 1920 (28 de julho) — guerra polaco-bolchevique; após a retirada do 10.º Regimento de Uhlans, Hajnówka é ocupada pelo exército bolchevique[18]
- 1920 (27 de agosto) — guerra polaco-bolchevique, perto da estrada de Hajnowka para Białowieża, uma escaramuça de reconhecimento entre a 1.ª Divisão Lituano-Bielorrussa do general Jan Rządkowski e o trem blindado soviético da 48.ª Divisão de fuzileiros. Prisioneiros de guerra poloneses são fuzilados pelos russos e enterrados na rua Łagodna em Międzytorze[18]
- 1920 (30 de agosto) — guerra polaco-bolchevique, após os combates da captura de Hajnówka por unidades da 1.ª Divisão Lituano-Bielorrussa do 2.º Exército polonês[18]
- 1920 (22 e 23 de setembro) — Józef Piłsudski fica em Hajnówka, comandando as batalhas no fronte. Seu vagão estava na estação ferroviária.[19]
- 1923 (3 de maio) — fundação uma paróquia católica e organização de uma capela em um cinema pós-alemão
- 1924 — a empresa inglesa “The Century European Timber Corporation”, popularmente conhecida como “Centura”, arrenda serrarias e ferrovias florestais – inicia-se um grande fluxo de trabalhadores para Hajnówka
- 1924 (24 de março) — a primeira greve em Hajnówka, com duração de 12 semanas,[20] nas instalações da Fábrica Química se inicia uma onda de protestos operários, que duram, intermitentemente, até setembro de 1939
- 1925 — a primeira capela ortodoxa em Hajnówka; a cidade tem cerca de 4 mil habitantes, 70% dos quais são poloneses, o restante são bielorrussos, judeus, russos e alemães; nas aldeias vizinhas, no entanto, a maioria dos habitantes são bielorrussos ortodoxos
- 1929 — em consequência da pilhagem de madeira, as autoridades polonesas rescindem o contrato com a “Centura”
- 1929 — o assentamento torna-se a sede da comuna incluída no condado de Bielsk[21]
- 1930 — quatro fábricas em Hajnówka empregam quase 2 mil trabalhadores
- 1932 — greve dos trabalhadores da madeireira; uma manifestação operária chamada “Marcha da Fome” chega ao prédio da Diretoria de Florestas do Estado; Jan Werpachowski, um participante da manifestação, morre como resultado de um bombardeio da polícia[20]
- 1935 — greve na madeireira[20]
- 1936 (9 de março) — a capela é incendiada pelos comunistas e uma nova é construída
- 1937 — greve ocupacional na Fábrica Química combinada com uma greve de fome de 3 dias[20]
- 1938 — greve na Casa da Terebintina e na Gestão da Ferrovia Florestal[20]
- 1939 — em Hajnówka, com uma população de 17 mil habitantes, existem: a Escola Estadual da Indústria Madeireira, 3 escolas primárias, a Sociedade de Ginástica “Sokol”, um hotel, os cinemas “Lux” e “Oko”, uma farmácia, uma biblioteca, o Treinamento Militar de Silvicultores, a Associação de Atiradores “Strzelec”, a Família Florestal, um grupo de teatro

### Segunda Guerra Mundial
- 1939 (17 de setembro) — combates em Hajnówka com os alemães durante a Campanha de Setembro, bombardeio das proximidades da estação ferroviária pela Luftwaffe. Após alguns dias de ocupação, Hajnówka foi entregue aos russos pelos alemães
- 1939 (27 de setembro) — unidades do 10.º Exército Vermelho apreendem um depósito de armamentos na área de Hajnówka, capturando 125 soldados poloneses e dois oficiais
- 1939, outubro — 1941, junho – ocupação soviética
- 1940 (10 de fevereiro) — 462 pessoas de Hajnówka foram deportadas para a Sibéria pelos russos (apenas 150 retornaram)
- 1941 (25 de junho) — Hajnówka é tomada pelos alemães e a sinagoga é incendiada por eles. Nesse dia, o cinema “LUX” e o restaurante e hotel Górski também foram incendiados
- 1941 (agosto) — expulsão da população judaica pelos alemães para o gueto em Pruzhany
- 1943 (17 de setembro) — 104 habitantes de Hajnówka (incluindo mulheres e crianças) são fuzilados pelos alemães
- 1944 (julho) — os alemães destroem a estação ferroviária[22] e a torre de água
- 1944 (18 de julho) — Hajnówka é capturada pelo Exército Vermelho

### República Popular da Polônia
- 1944 – Hajnówka tem apenas 8 mil habitantes
- 1945, abril–maio – uma unidade da 5.ª Brigada de Vilnius do Exército da Pátria sob o comando do major Zygmunt Szendzielarz “Łupaszka”, entra em confrontos com o NKVD, Corpo de Segurança Interna, grupos do Ministério da Segurança Pública da Polônia e a Milícia dos Cidadãos
- 1945 (20 de abril) – soldados do Exército Cívico Doméstico desarmam a estação da Milícia Cívica em Hajnówka
- 1945 (15 de maio) – uma patrulha do 1.º esquadrão da 5.ª Brigada de Vilnius do Exército da Pátria desarmou o posto da Guarda de Segurança Ferroviária da estação ferroviária
- 1946 (28 de janeiro) – a cidade é tomada e o posto da Milícia dos Cidadãos e do Exército Vermelho são desarmados pela 3.ª Brigada de Vilnius da União Militar Nacional
- 1946 (23 de junho) – colocado em uso a linha férrea para Białowieża, destruída pelos alemães em agosto de 1944
- 1948 – início da construção da igreja católica, concluída apenas em 1965 devido ao bloqueio da construção pelas autoridades estatais
- 1949 – de março a julho, uma organização secreta de independência opera em uma das escolas
- 1951 – obtenção de direitos de cidade
- 1954 – Hajnówka torna-se a sede do condado
- 1972 – abertura do Museu da História do Movimento Revolucionário (existiu até 1989)
- 1974 – no 30.º aniversário da criação da República Popular da Polônia, a cidade foi condecorada com a Ordem da Bandeira do Trabalho, 2.ª classe por sua contribuição para a construção do socialismo[23]
- 1975 – a cidade deixa de ser sede do condado
- 1979 – é lançada a primeira linha de ônibus públicos – atualmente existem duas linhas
- 1981 – construção da igreja ortodoxa da Santíssima Trindade
- 1984 (3 de dezembro) – lançamento da linha PKS para Białowieża
- 1985, setembro – um monumento foi inaugurado para comemorar o defensor da cidade em 1939, cabo Bolesław Bierwiaczonek
- 1986 (9 de setembro) – comissionamento de uma nova estação ferroviária
- 1989 – os comitês partidários do PZPR e do ZSL são dissolvidos

### Terceira República

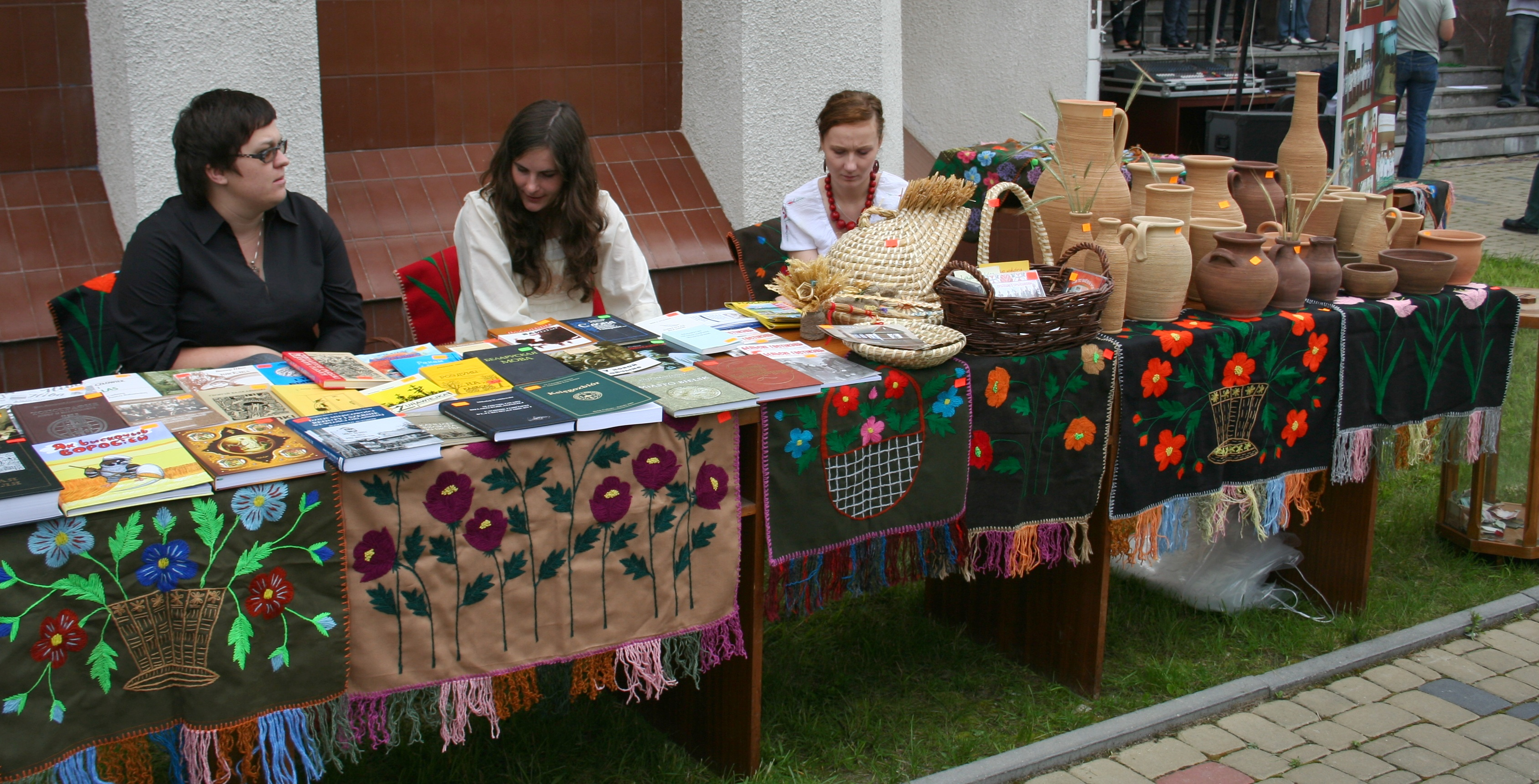
Uma estande com literatura em bielorrusso durante o festival etnográfico no Museu da Cultura Bielorrussa em Hajnówka

- 1993 – liquidação da ligação ferroviária às estações de Białowieża Pałac e Bielsk Podlaski
- 1995 – início da construção de mais duas igrejas ortodoxas em Hajnówka: Natividade de São João Batista e São Dmitri Solunski
- 1999 (1 de janeiro) – a cidade volta a ser sede do condado
- 2000 – início da construção da igreja dos Santos Cirilo e Metódio
- 2003 – início da construção da igreja católica e mosteiro da Congregação das Clarissas na rua Lipowa
- 2004 – liquidação dos trens de passageiros na rota Hajnówka — Cisówka
- 2006 – início da construção da piscina na rua Józef Piłsudski
- 2007 (21 de junho) – o Conselho da cidade aprova uma resolução sobre a introdução da língua bielorrussa como auxiliar na administração
- 2008 – inauguração de uma nova igreja dos Santos Cirilo e Metódio junto ao cemitério católico
- 2009 (25 de julho) – a primeira edição do festival de rock Rockowisko
- 2009 (17 de dezembro) – inauguração do Parque Aquático em Hajnówka
- 2010, agosto – inauguração da igreja da Congregação das Clarissas
- 2012 (18 de agosto) – visita do Patriarca de Moscou e de toda a Rússia, Cirilo I, à Catedral da Santíssima Trindade

## Monumentos históricos

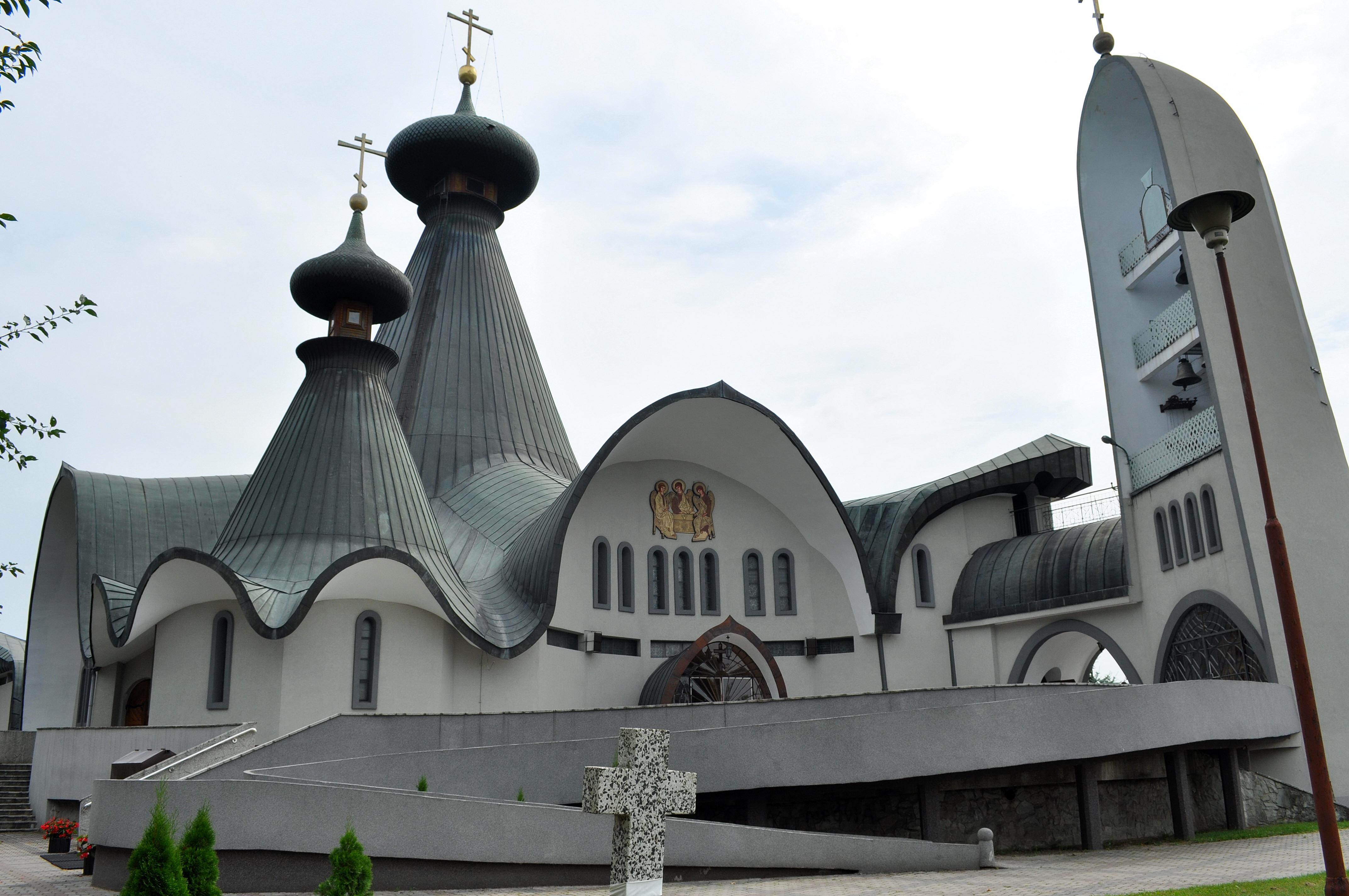
Catedral da Santíssima Trindade

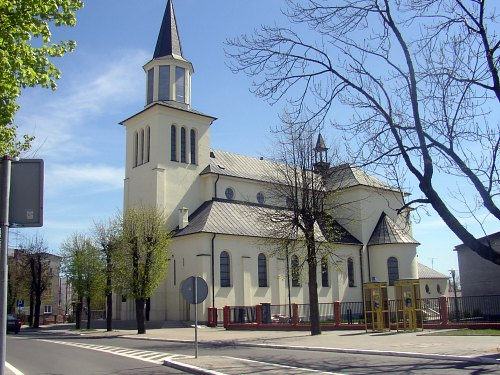
Igreja paroquial da Exaltação da Santa Cruz

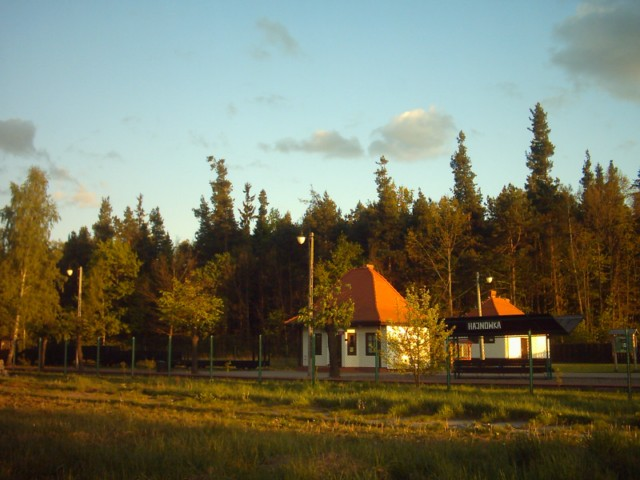
Uma réplica de uma estação ferroviária florestal

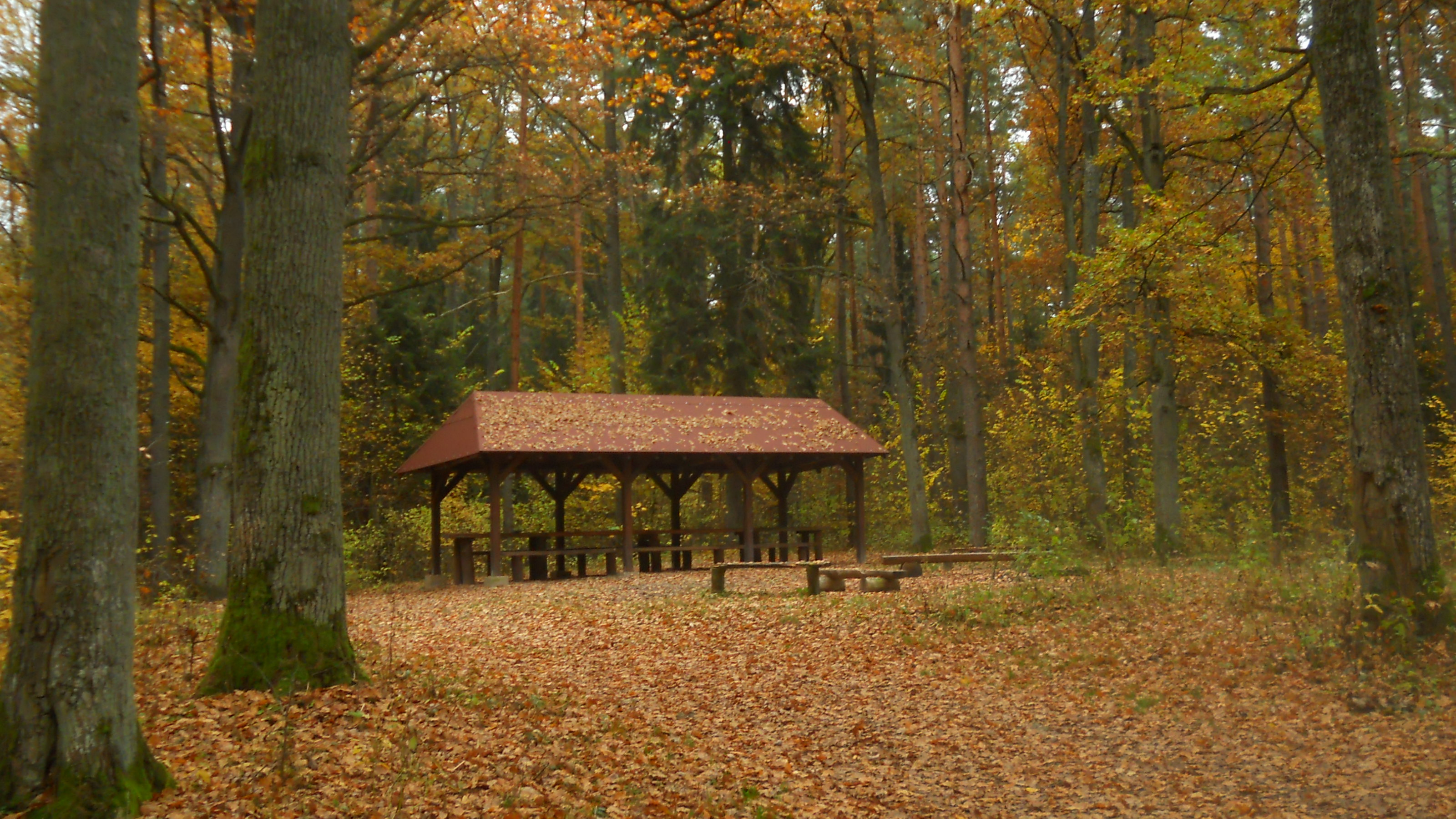
Abrigo turístico com lugar para fogueira

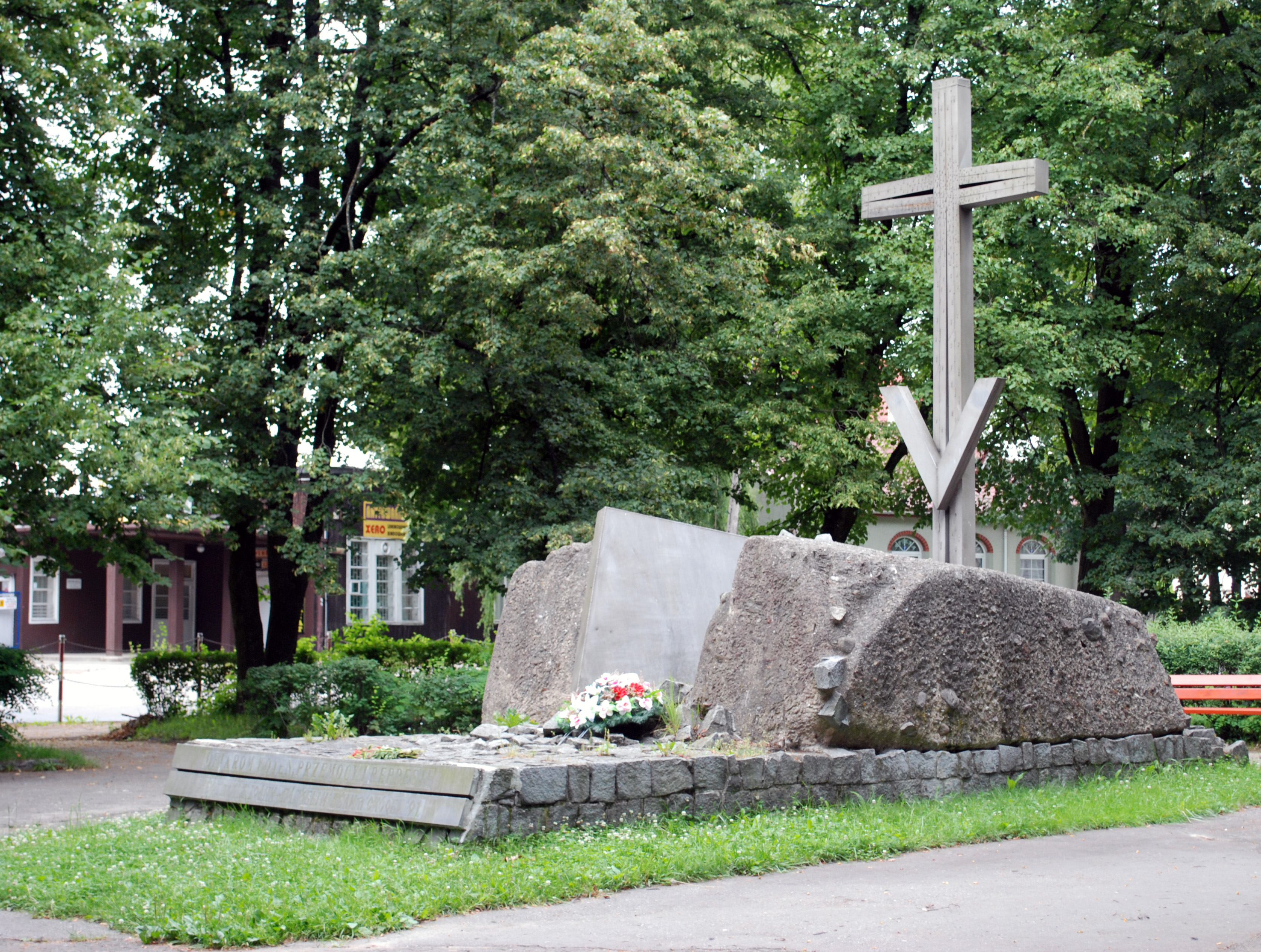
Monumento às Vítimas de Guerras e Repressão na Praça Wasilewski

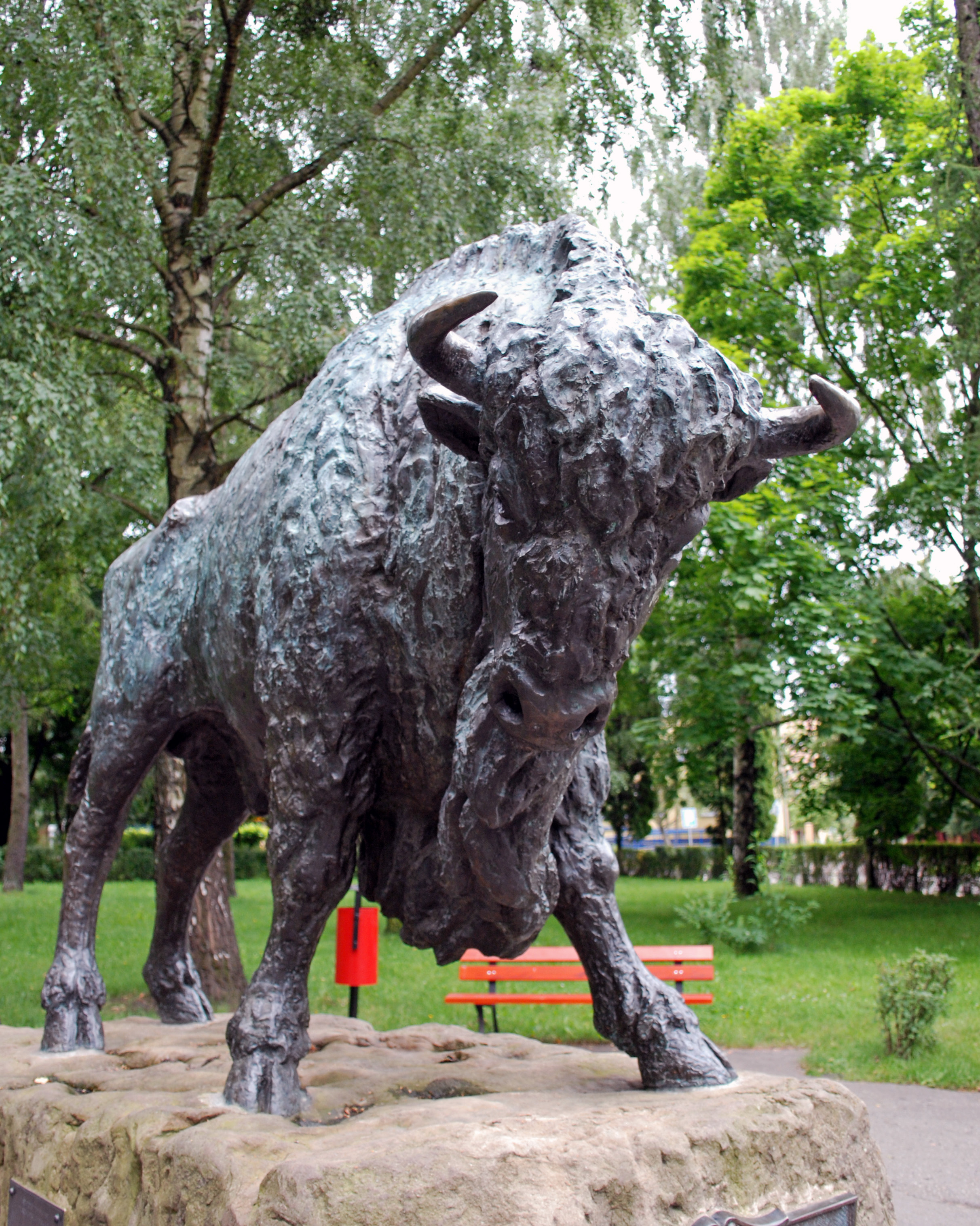
Monumento do bisonte na Praça Wasilewski

- Igreja de madeira dos Santos Irmãos Macabeus de 1846 junto ao poço de Krynoczka
- Casa do zelador do final do século XIX na rua Warszawska
- Construção da fábrica de Madeira de Destilação Seca da década de 1920 (rua Białostocka)
- Edifício de escritórios das Obras de madeira das Florestas do Estado de 1936 em estilo modernista (agora uma loja de móveis da empresa “Forte”) na rua 3 Maja 51
- “Casa da Floresta” Józef Piłsudski de 1935 em estilo modernista (antes um cinema, agora uma instalação comercial)
- Banheiro da empresa de 1937 no estilo modernista (agora KS “Puszcza”, reconstruída) na rua Józef Piłsudski
- Casas de madeira do conjunto habitacional dos trabalhadores “Czworaki” de 1934
- Edifícios de madeira nas ruas Kosidłów e Warszawska da década de 1930
- Réplica de uma estação ferroviária florestal de 1936 na base ferroviária de bitola estreita
- Edifícios pós-judaicos de madeira na rua Ignacy Wierobiej
- Igreja paroquial da Exaltação da Santa Cruz (1955-1965) com um mosaico de 1977 na abside, projetado pelo prof. Wiktor Zin de Cracóvia e o órgão histórico da companhia “Schlag und Söhne” do século XIX (durante o verão há concertos de órgão e música de câmara)
- Igreja paroquial dos Santos Cirilo e Metódio no cemitério católico
- Catedral da Santíssima Trindade (igreja ortodoxa localizada na rua Antoni Dziewiatowskiego). O projeto do templo foi elaborado pelo arquiteto prof. Aleksander Grygorowicz de Poznán. É a sede da paróquia da Santíssima Trindade
- Igreja de Todos os Santos no antigo cemitério ortodoxo (pertencente à paróquia da Natividade de São João Batista)
- Quartel militar pós-alemão da Primeira Guerra Mundial (rua Listopada 11)
- Lugares de martírio da população da cidade na Segunda Guerra Mundial: pela estrada para Białowieża
- Igreja ortodoxa da Dormição da Santíssima Mãe de Deus em Dubiny (século XIX)
- Capela ortodoxa de São Tomé, o Apóstolo em Dubiny (século XIX)
- Construções tradicionais rurais de madeira da primeira metade do século XX na rua Górnej
- Capela ortodoxa dedicada a Nossa Senhora de Kazan (pertencente à paróquia de São Dymitr) na rua Górna, construída em 1986 no cemitério das vítimas da ocupação nazista na então vila de Górne
- Museu de Ferragens e Serralheiros (forja de 1927)
- Edifício realista socialista do centro cultural HPSDD “Górnik” de 1955.

## Desenvolvimento urbano

### Antes da Segunda Guerra Mundial

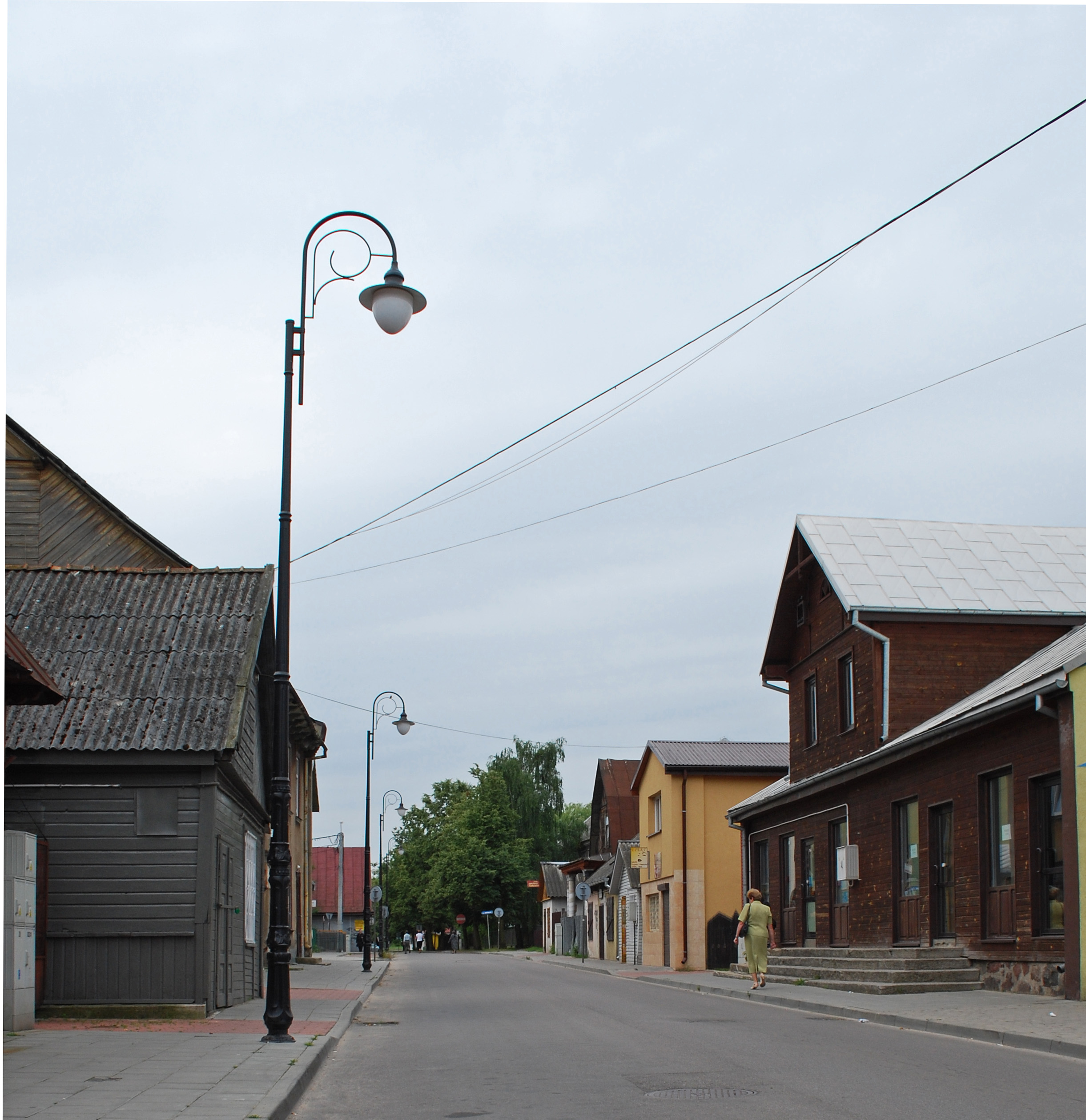
Edifícios preservados da década de 1930 na rua Wierobieja

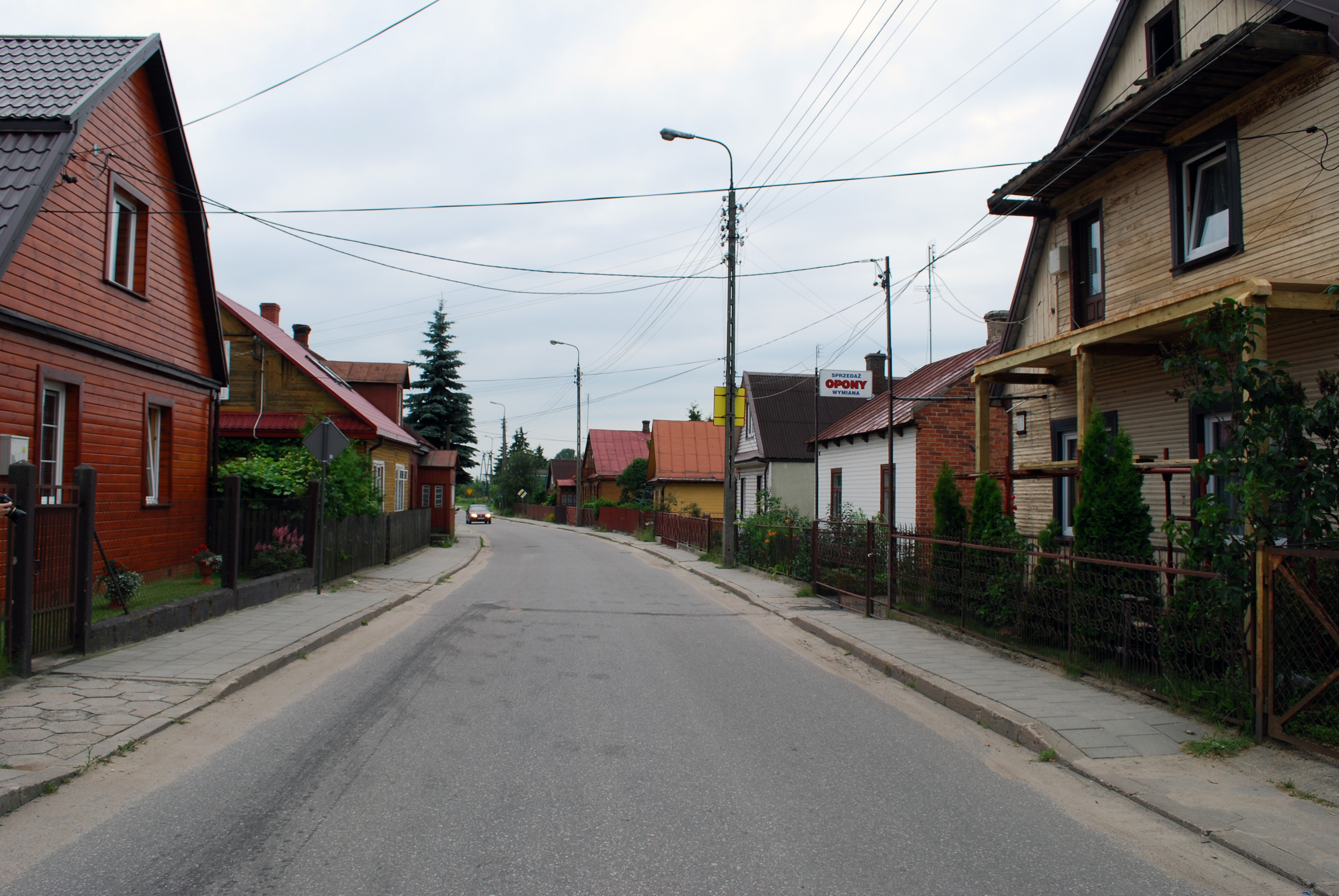
Rua Warszawska

Hajnówka como uma cidade desenvolvida perto da sede da guarda-florestal, que estava localizada no local do atual distrito Placówka e do Centro de Esportes e Recreação. O povoado mais antigo concentrava-se ao longo da estrada que ligava Bielsko a Białowieża no século XVIII (hoje rua Stefan Batory), e depois a rua Lipowa, ao longo da qual a vila se desenvolveu no século XIX, e depois quarteirões (padre Ignacego Wierobieja, Grunwaldzka, 11 Listopada).
Atualmente, a rua principal da cidade é a 3 Maja. É também o resultado das ações dos alemães que ocuparam a cidade durante a Primeira Guerra Mundial nos anos 1915–1918. Construíram um prédio administrativo e militar próximo ao atual Ronda Jana Pawła II, que também abrigava um cinema e um cassino. Por causa dele, o centro de gravidade da cidade deslocou-se das imediações da rua Batory e tornou-se um impulso que aumentou a importância da rua Maja 3, que assumiu a função de trânsito da rua Stefan Batory. Este edifício serviu de estação rodoviária durante muitos anos, demolido em 2001.
Tanto antes da Segunda Guerra Mundial quanto por muitos anos depois dela, a principal rua comercial de Hajnówka era a rua Wierobieja (antes da guerra, rua Targowa, depois da guerra, rua Mariana Buczka) e seus arredores (o nome da rua Zaułek Targowy nas proximidades prova isso).
Os alemães que ocuparam Hajnówka durante a Primeira Guerra Mundial construíram uma serraria, que rapidamente se tornou a maior indústria. Isso resultou em um grande afluxo de trabalhadores de outras partes do país, que por sua vez resultou no surgimento de novos edifícios numerosos em uma pequena cidade. Os visitantes se estabeleceram principalmente em torno da serraria (entre a rua Lipowa e a 11 Listopada, Żabia Górka, a área entre a rua Maja 3 e a rua Józef Piłsudskiego). Como na maioria das vezes eram pessoas pobres, construíam cabanas improvisadas, construídas de forma caótica e devido à falta de terra, tão densa que as ruas entre as casas muitas vezes ficavam na largura dos ombros. Os restos desse desenvolvimento são os conjuntos habitacionais Żabia Górka ou a área entre as ruas Lipowa e 11 Listopada.
Durante a Primeira Guerra Mundial, também se estabeleceu em Hajnówka, entre outros, uma fábrica de destilação a seco de madeira (conhecida popularmente como “Química”) e uma ferrovia de bitola estreita. Um conjunto habitacional para seus funcionários, que ainda existe hoje, foi construído perto de “Chemiczna”. A propriedade agora chamada simplesmente de Chemiczna foi então chamada de Hajnówka-Fabryczna — em oposição a Hajnówka-Wieś.
A segunda rua mais importante da cidade é a rua Józef Piłsudskiego. O seu desenvolvimento deveu-se à proximidade da serraria e da fábrica de terebintina Terebenthen, que se localizava na zona do atual Parque da Cidade.
Durante a Segunda República Polonesa, na década de 1930, novos conjuntos habitacionais foram construídos. Eles eram:
- Conjunto habitacional Czworaki — originalmente localizado entre as ruas Białowieska, a vila de Majdan (em homenagem ao mercado localizado lá), a rua Armii Krajowej e a rua 3 Maja — construída para os trabalhadores da serraria.
- Conjunto habitacional Kolejki Leśne — localizado na estação ferroviária de bitola estreita, habitada por trabalhadores ferroviários.

Ambas as propriedades consistiam em casas senhoriais, divididas em quatro apartamentos. Também criado durante este período:
- Conjunto habitacional Międzytory — entre a linha férrea para Siedlce e a linha para Białowieża.

### Após a Segunda Guerra Mundial

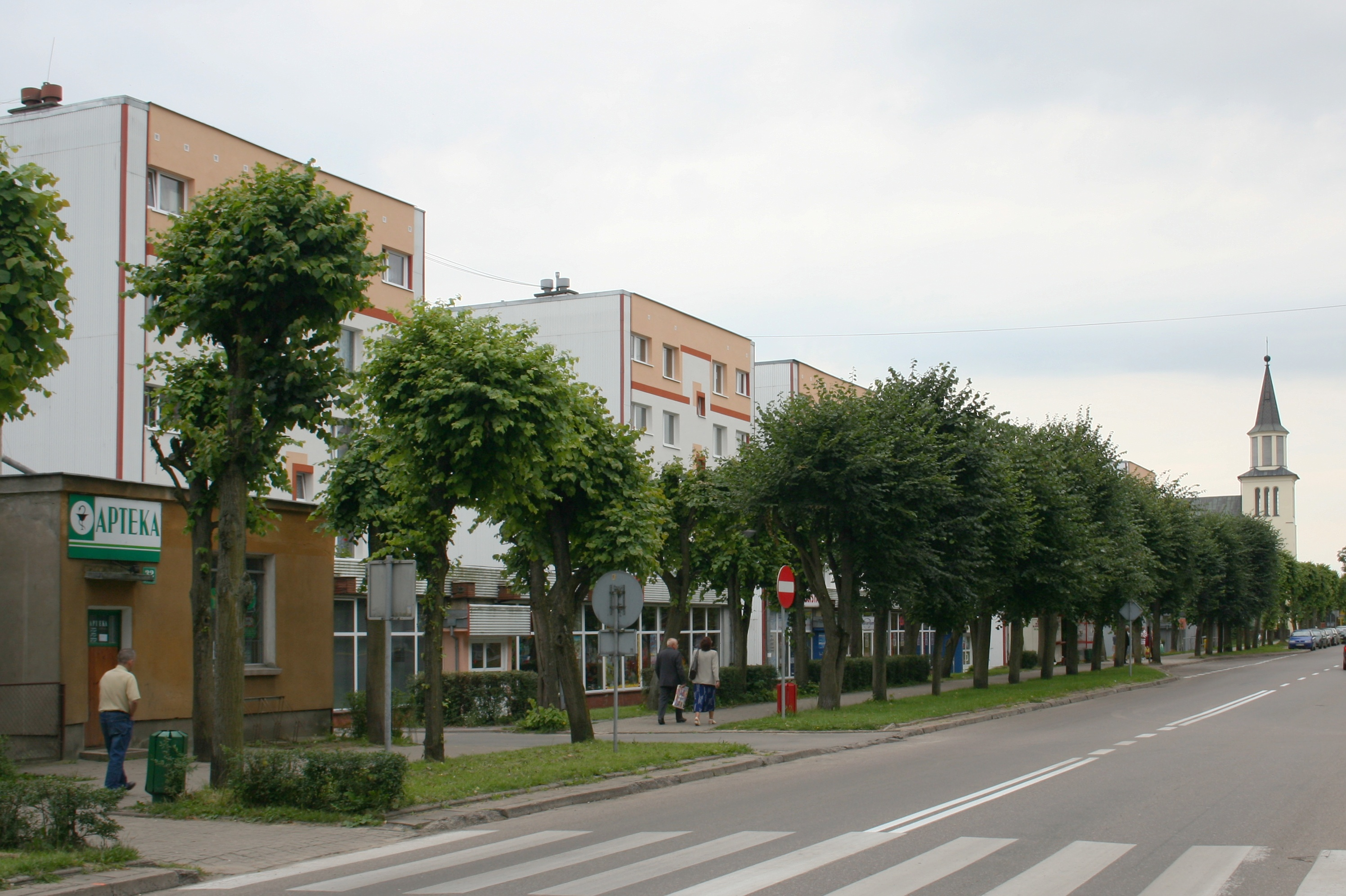
Edifícios do pós-guerra na rua 3 Maja

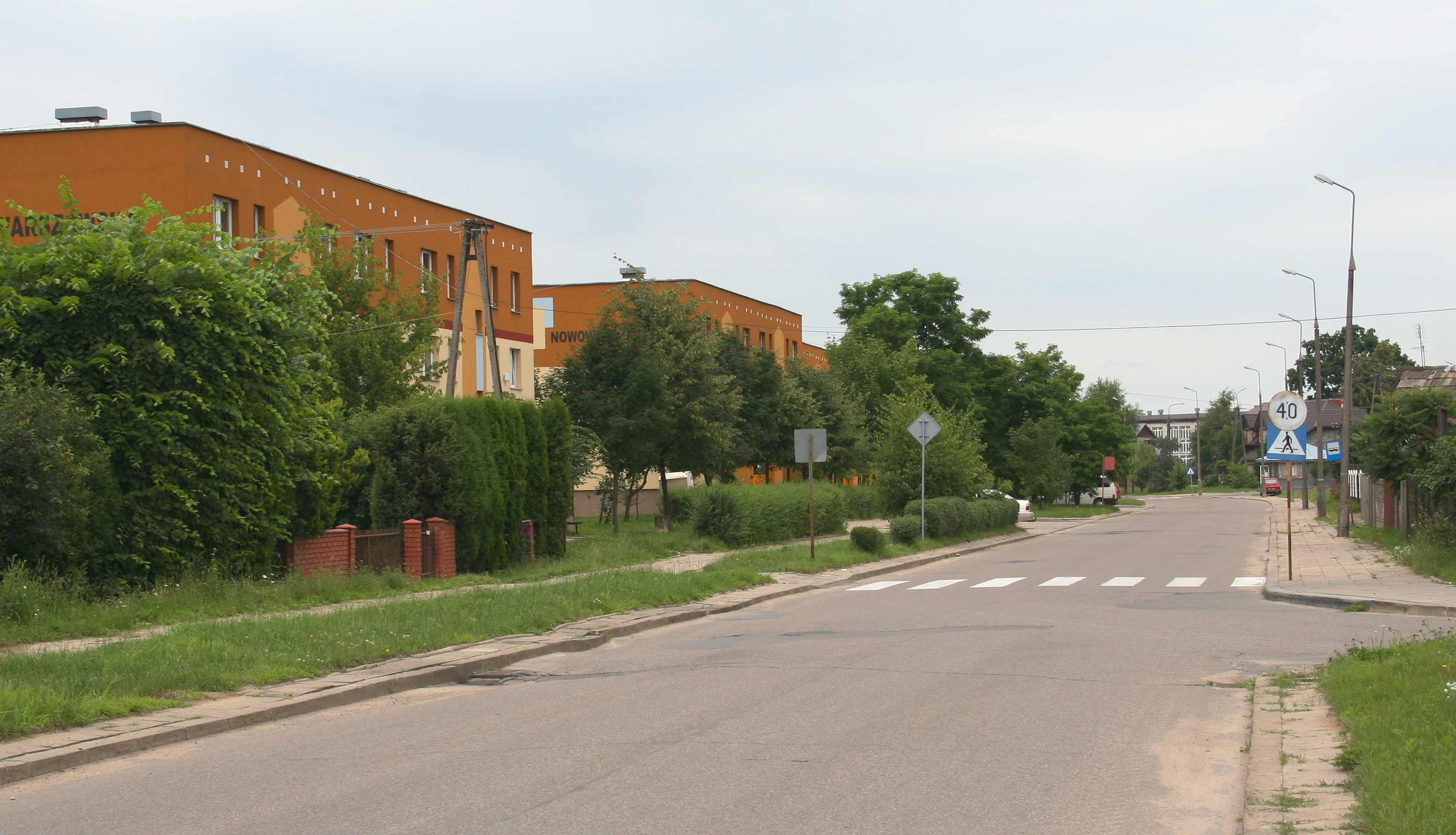
Rua Nowowarszawska

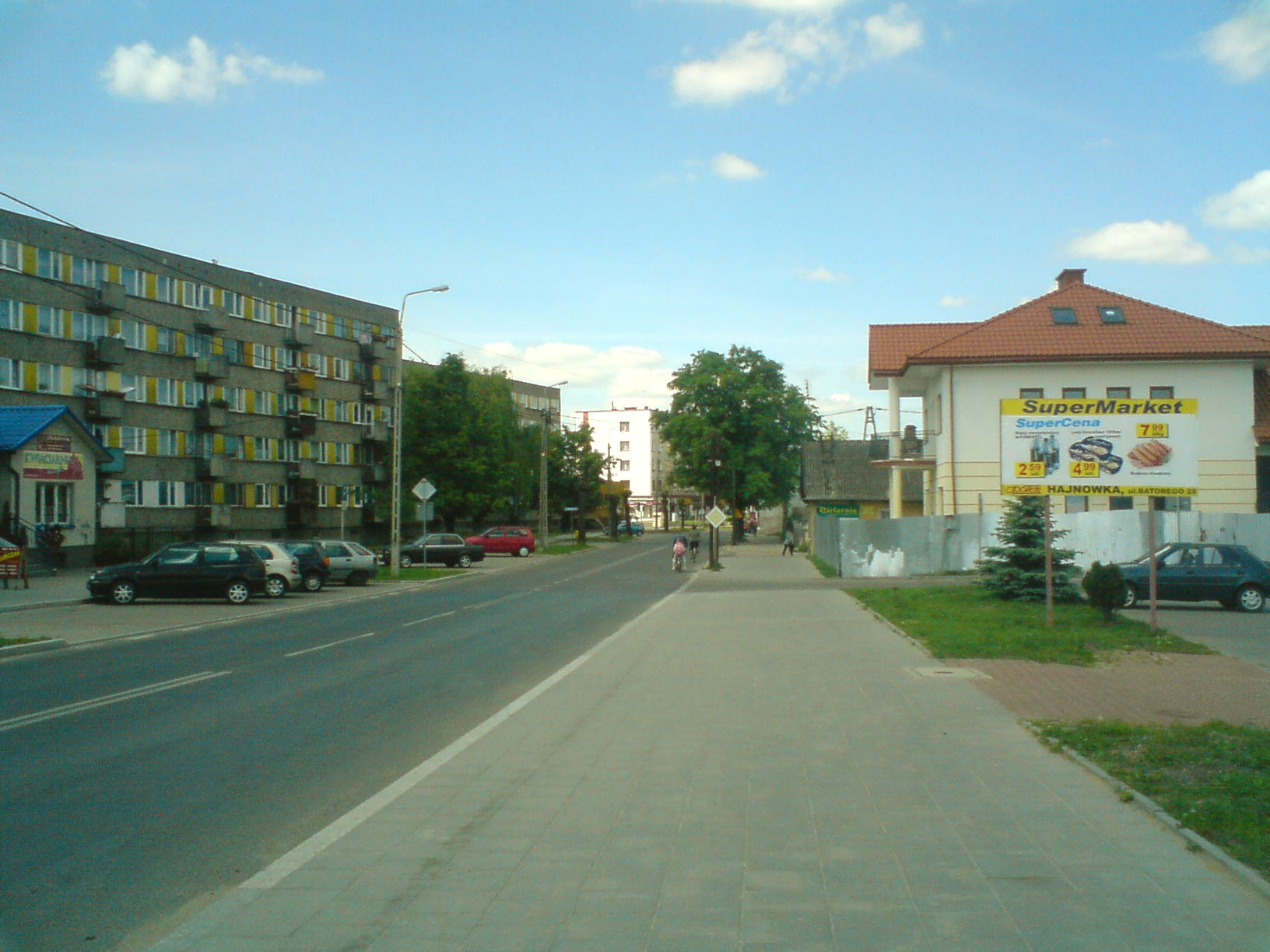
Rua Stefan Batory

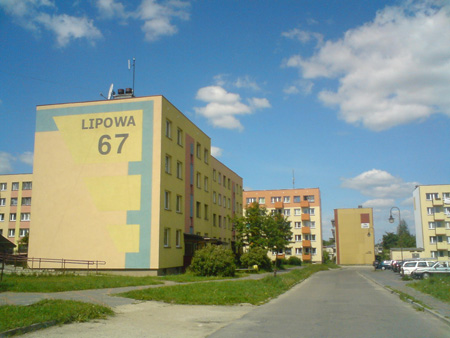
Blocos de apartamentos na rua Lipowa

Após a Segunda Guerra Mundial, por muitos anos o desenvolvimento de Hajnówka ocorreu apenas através da incorporação de outras aldeias próximas:
- Kozi Przeskok
- Siwa Kolonia
- Judzianka
- Leśna
- Górne
- Dolne
- Poddolne
- Paszki
- Mazury

A habitação unifamiliar é atualmente dominante em quase todas essas aldeias (exceto Mazur).
O primeiro conjunto habitacional do pós-guerra foi Osiedle Millenium, construído por ocasião do Milênio do Estado polonês em 1966. Localizado na rua Stefan Batory, foi também o primeiro conjunto habitacional composto por edifícios multifamiliares. Já na década de 1960, no centro da cidade, na fachada norte da rua Maja 3, foram construídos três blocos de apartamentos de estilo modernista, destruindo os antigos edifícios de madeira do período pré-guerra. Seus remanescentes são os prédios nos seguintes endereços: rua 3 Maja 41 e 41A. Também no mesmo período, iniciou-se a construção de edifícios multifamiliares fora do centro da cidade. Naquela época, foram construídos dois conjuntos habitacionais de blocos de apartamentos na rua Józef Piłsudskiego:
- Conjunto habitacional “Za Poczta” — localizado no final da rua Piłsudskiego na rua Maja 3
- Conjunto habitacional “Piłsudskiego” — localizado entre as ruas Józef Piłsudskiego, Eliza Orzeszkowa e Armii Krajowej, e:
- Conjunto habitacional “Kolejki” — localizado entre o conjunto habitacional pré-guerra e rua 3 Maja nessa época, os primeiros blocos de apartamentos (Reja 1A e 3A; 3 Maja 58 e 60) também foram construídos na área do conjunto habitacional Czworaki. Ao mesmo tempo, vários tipos de alterações feitas pelos moradores deste conjunto distorceram a forma original dos edifícios.

Grandes investimentos ocorreram na década de 1970. Foi então que foram construídos conjuntos habitacionais de elementos pré-fabricados de concreto:
- Conjunto habitacional Lipowa — o maior conjunto habitacional em Hajnów
- Conjunto habitacional Batory
- Conjunto habitacional Mikołaja Reja — construído na área de grande parte do conjunto habitacional Czworaki, associada à destruição de várias casas.

Na década de 1980, o conjunto habitacional Centrum foi construído no lado sul da rua 3 Maja.
No início de 1990, a construção do conjunto habitacional Mazury foi concluída. Na década de 1990, vários blocos de apartamentos também foram construídos no distrito de Podlasie, criando o conjunto habitacional Podlasie. No entanto, o próprio distrito é dominado pela habitação unifamiliar.

## Construções mais importantes
- Centro Comercial Galeria Hajnówka
- Parque aquático (piscinas)
- Catedral da Santíssima Trindade, sede da paróquia ortodoxa da Santíssima Trindade (1981, avenida Grygorowicz)
- Complexo de quadras esportivas do Centro Esportivo e Recreativo, rua Padre Antoni Dziewiatowski
- Monumento às vítimas de guerras e repressões na praça Dymitr Wasilewski, rua Zina
- Monumento do bisão na praça Dymitr Wasilewski, rua Zina
- Monumento aos soldados russos e alemães mortos durante a Primeira Guerra Mundial na rua 3 Maja no local de seus sepultamentos
- Estátua do cabo Bolesław Bierwiaczonka que morreu em 1939, rua 3 Maja
- Túmulo das vítimas da guerra polaco-bolchevique no bosque da rua Łagodnej
- Edifícios modernistas no centro da cidade da década de 1960
- Esculturas contemporâneas no Parque da Cidade
- Skatepark rua Parkowa
- Estádio da floresta na rua Celnej
- Estação ferroviária mudou-se do assentamento florestal de Czerlonka, atualmente a sede do Centro para a Promoção da Região e do Festival Internacional de Música ortodoxa (rua Tamary Sołoniewicz)
- Abrigo turístico com local para fogueira perto da rua Warszawska (início da trilha azul na Floresta Białowieża)

## Governo e administração local

### Governo da cidade
- Prefeito: Jerzy Sirak (desde 2010)

### Outras instituições
- Agência de Reestruturação e Modernização da Agricultura
- Centro Municipal de Assistência Social
- Centro de Assistência à Família do condado
- Sanepid
- Seguro Social
- Delegacia de Trabalho do condado
- Equipe de Assessoria Agrícola do condado
- Inspetoria Veterinária do condado em Hajnówka
- Escritório de impostos
- Tribunal Distrital de Bielsk Podlaski — Ramo 7.ª Divisão Criminal com sede em Hajnówka
- Tribunal Distrital de Bielsk Podlaski — IX Departamento de Registo Predial e Hipotecário em Hajnówka

## Transportes

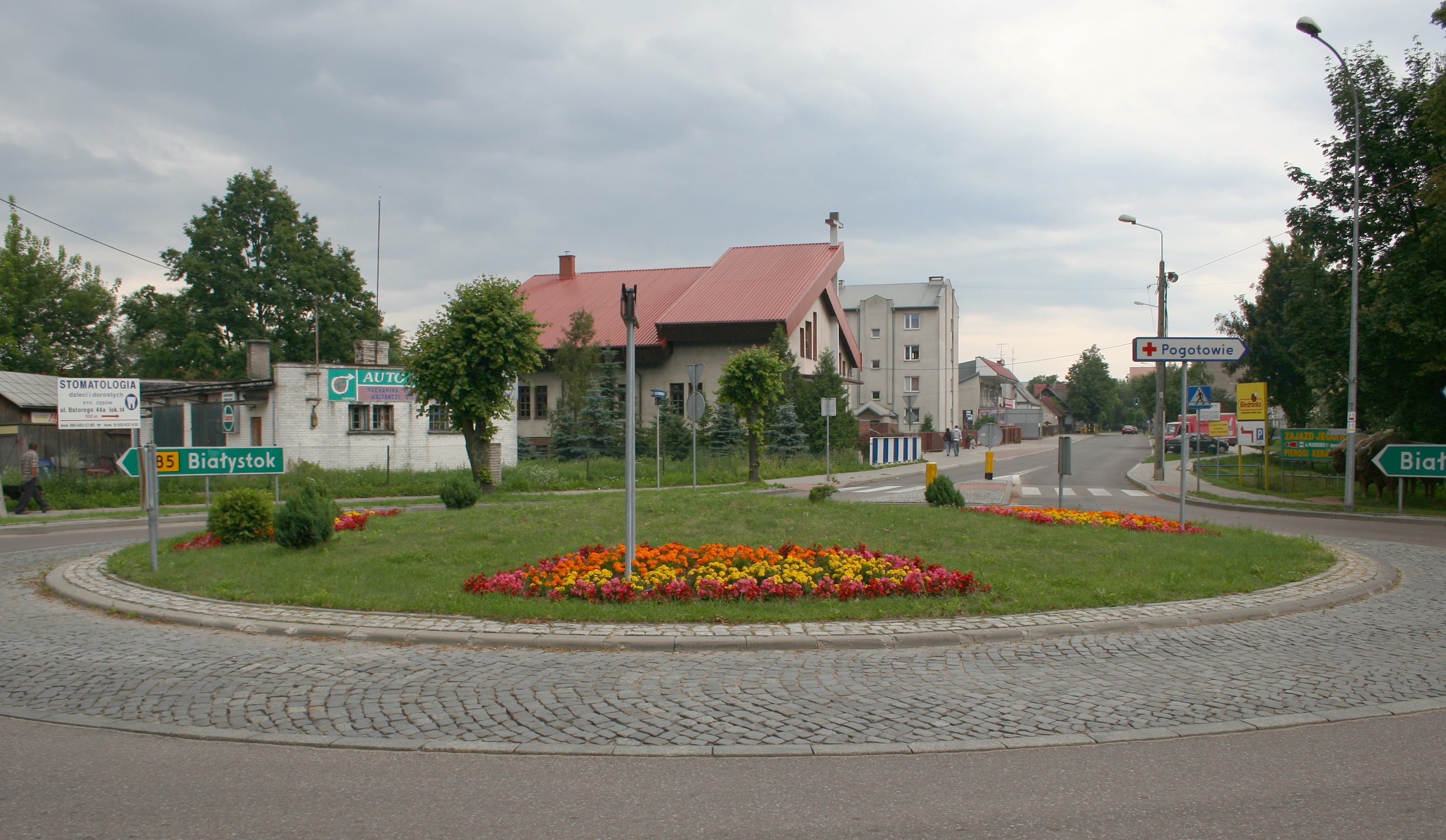
Uma das rotatórias em Hajnówka

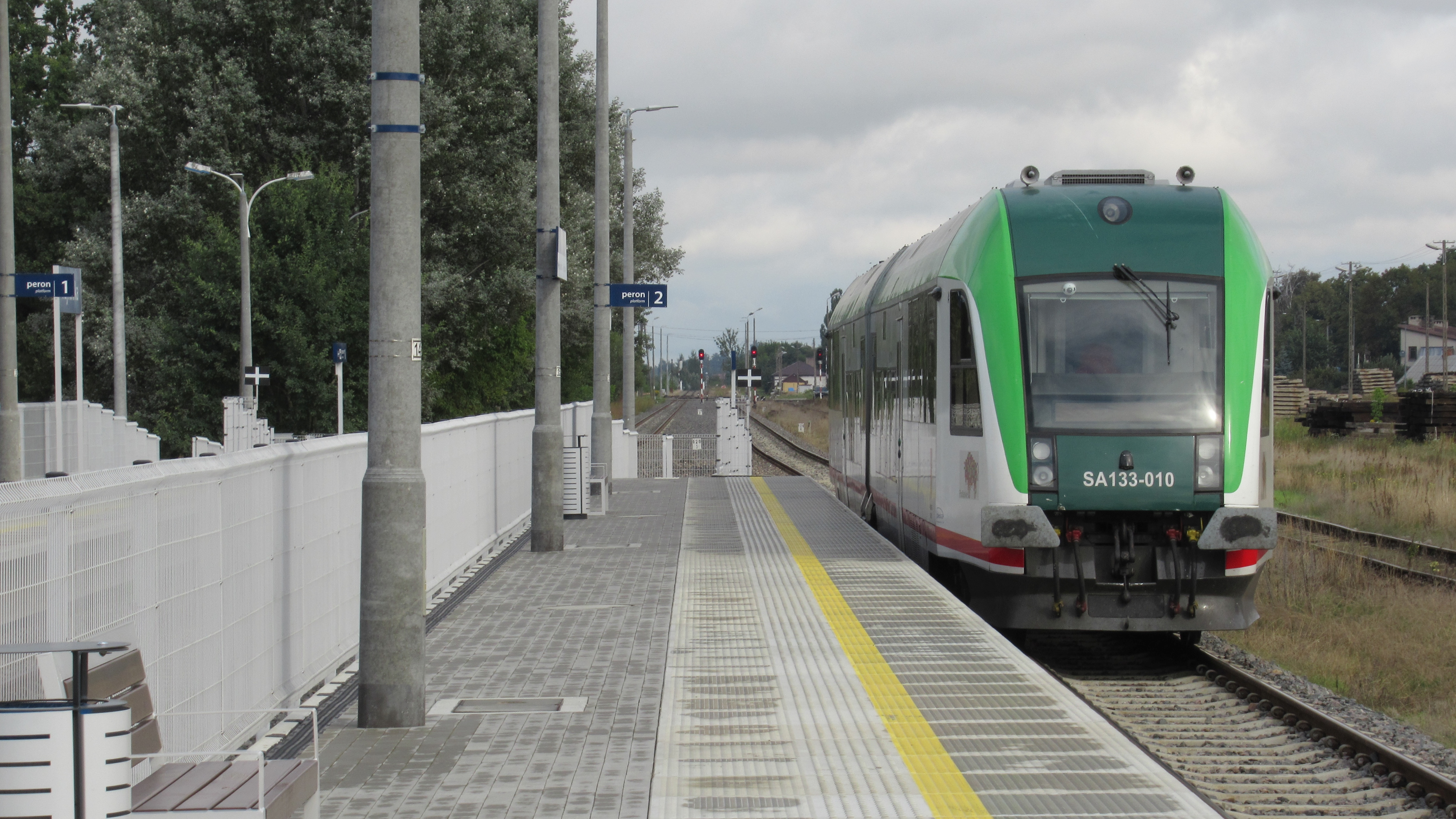
Trem na estação ferroviária em Hajnówka

### Transporte rodoviário
As seguintes estradas de voivodia passam pela cidade de Hajnówka:
- — Zabłudów — Hajnówka — Kleszczele,
- — Bielsk Podlaski — Hajnówka — Białowieża — passagem de fronteira Białowieża-Piererow.

Nas proximidades da cidade, existem os seguintes postos de fronteira: Białowieża (pedestre, turístico), Siemianówka (frete, ferroviário), Czeremcha (ferroviário), Połowce (para carros de passageiros da Polônia e Bielorrússia)

#### Transporte público
O transporte público em Hajnówka é servido por três linhas de ônibus. Eles são atualmente operados pela PUK. Anteriormente o Departamento de Transporte Público em Hajnówka.

### Transporte ferroviário

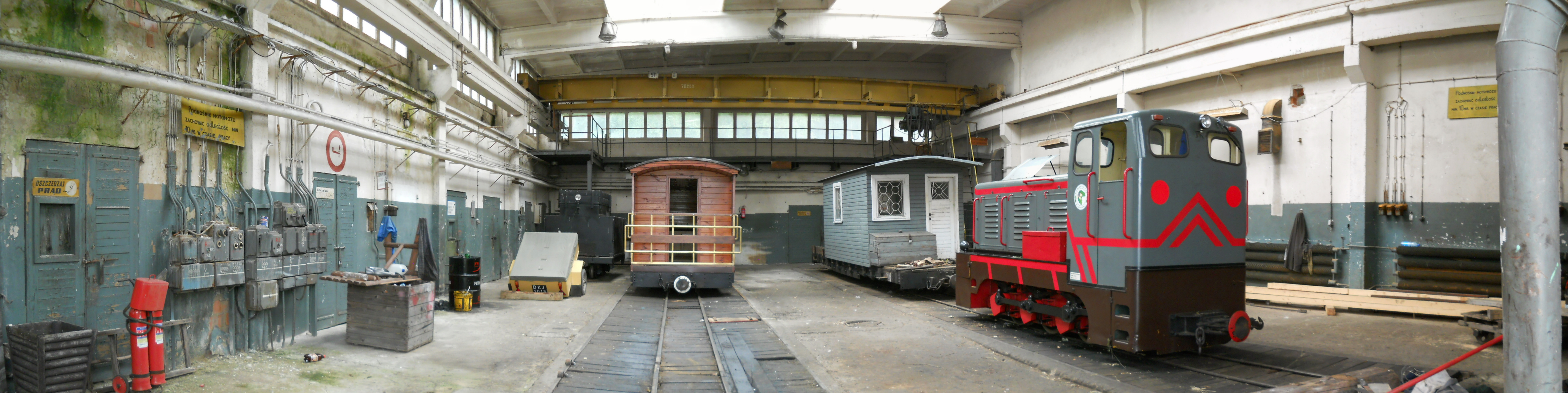
Interior de um depósito de locomotivas e uma oficina ferroviária florestal em Hajnówka

As seguintes linhas ferroviárias passam pela cidade:
- Linha ferroviária n.º 31: Siedlce — Siemianówka — Granica Państwa
- Linha ferroviária n.º 52: Lewki — Hajnówka — Nieznany Bór — Białowieża Towarowa.

A cidade tem ligações ferroviárias com Czeremcha, Białystok, Bielsk Podlaski, Siemiatycze, Varsóvia, Gdańsk, Ełk, Olsztyne e Siedlce.

### Transporte aéreo
Em 2012, foi inaugurado um heliponto (sanitário) no hospital da rua Lipowa.
Em 2017, um aeródromo civil para aviões foi inaugurado na área (aldeia de Czyże).

## Cultura
- Casa de Cultura Hajnowski

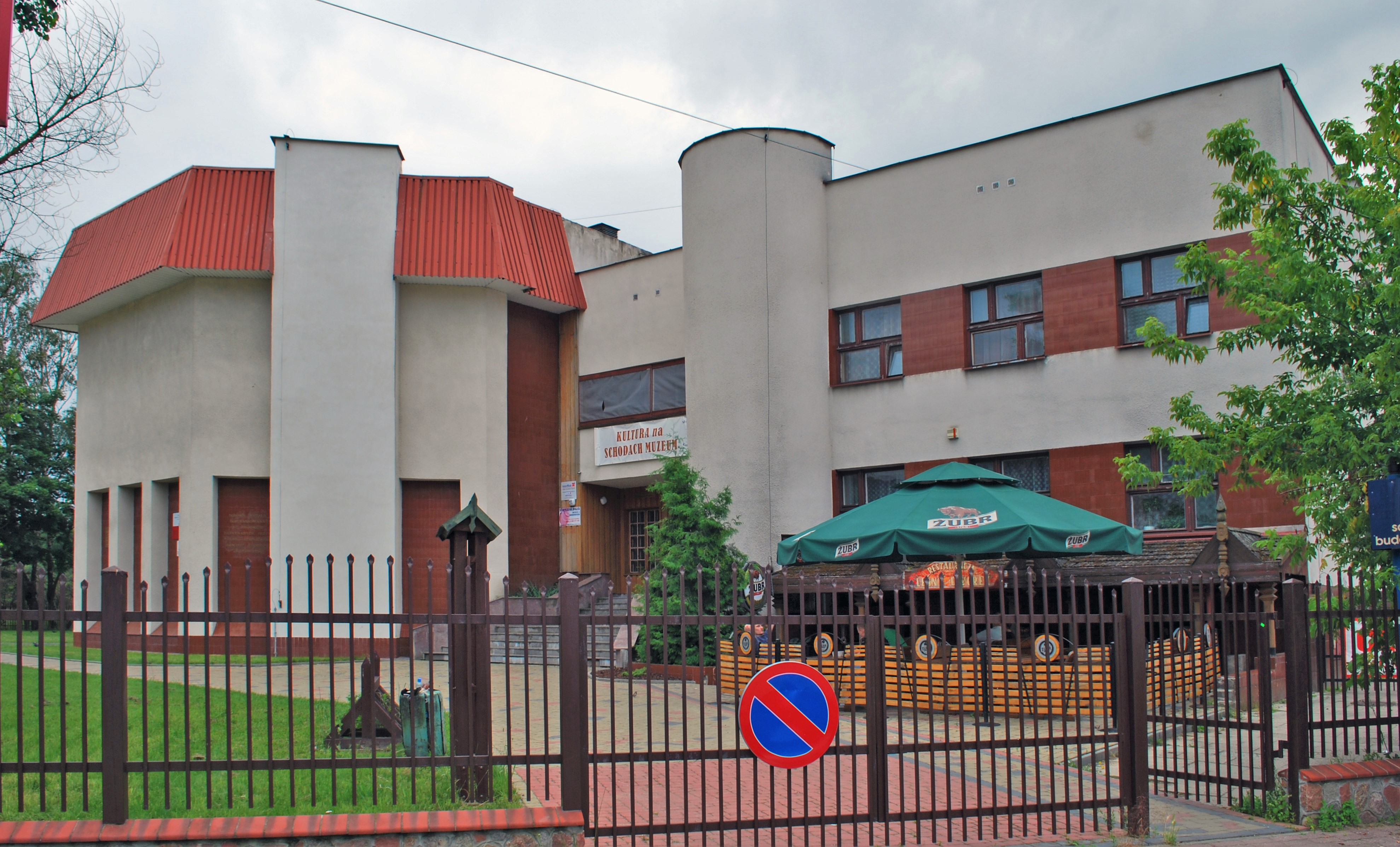
Museu e Centro de Cultura bielorrusso

- Museu e Centro de Cultura bielorrussa
- Museu de Ferragens e Serralheiros
- Rockowisko
- Festival Internacional “Dias Hajnowskie de Música Ortodoxa”
- Festival Internacional de Música ortodoxa “Hajnówka” (atualmente em Białystok)
- Banda de Metais do Corpo de Bombeiros Voluntários
- Biblioteca Pública Municipal

## Vegetação municipal

Cemitérios de várias denominações em Hajnówka
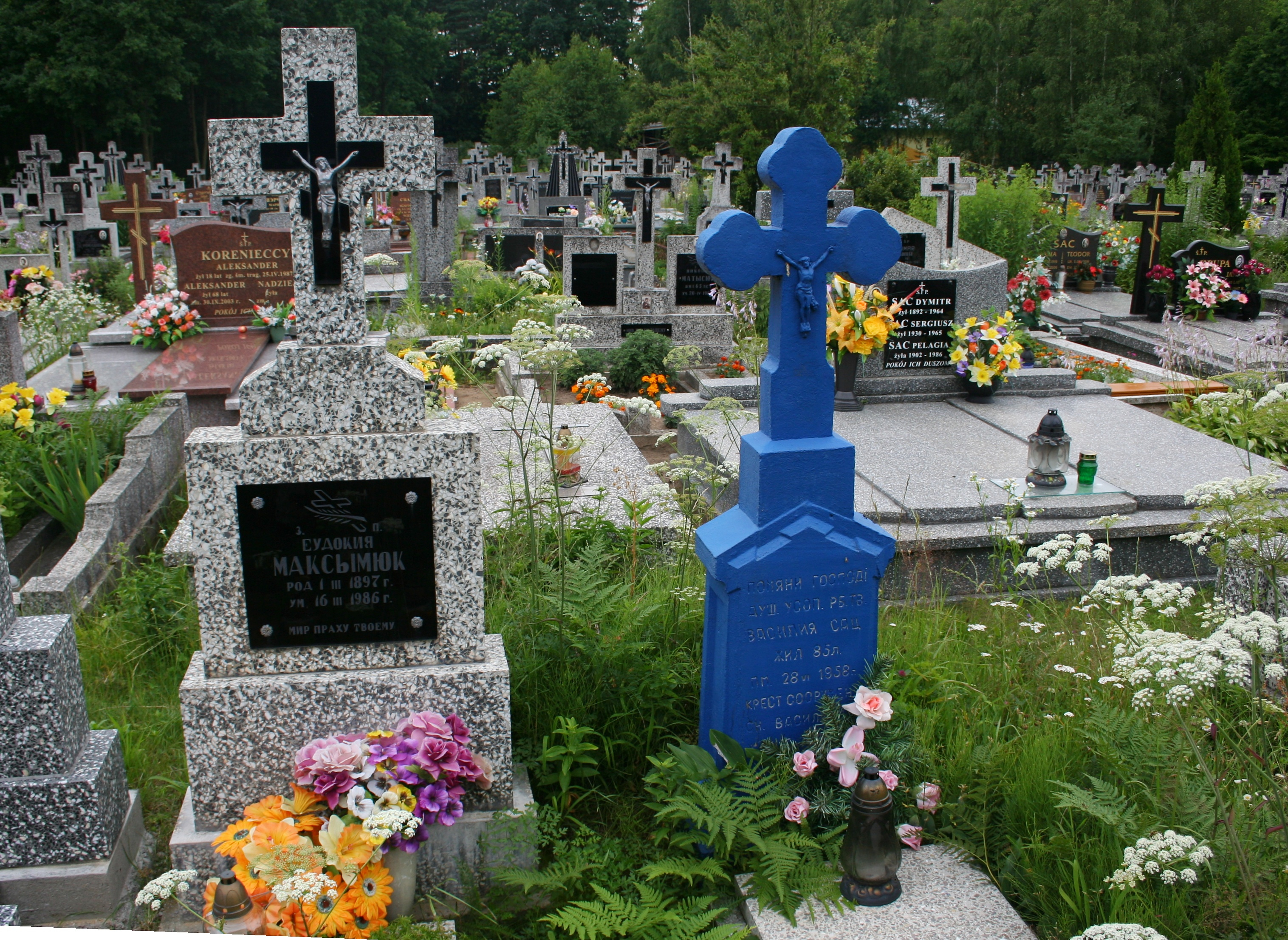
Cemitério ortodoxo (antigo)
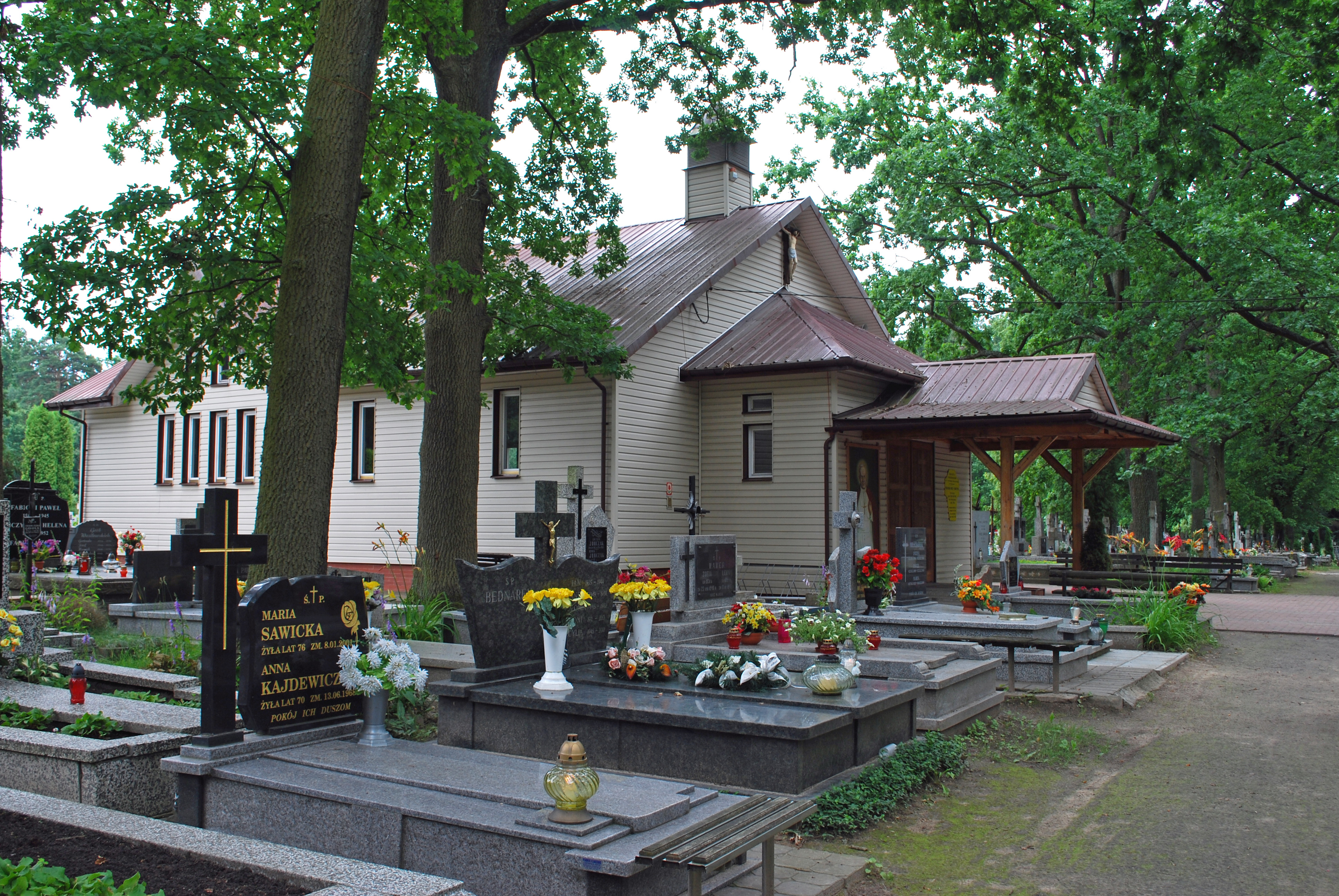
Cemitério católico
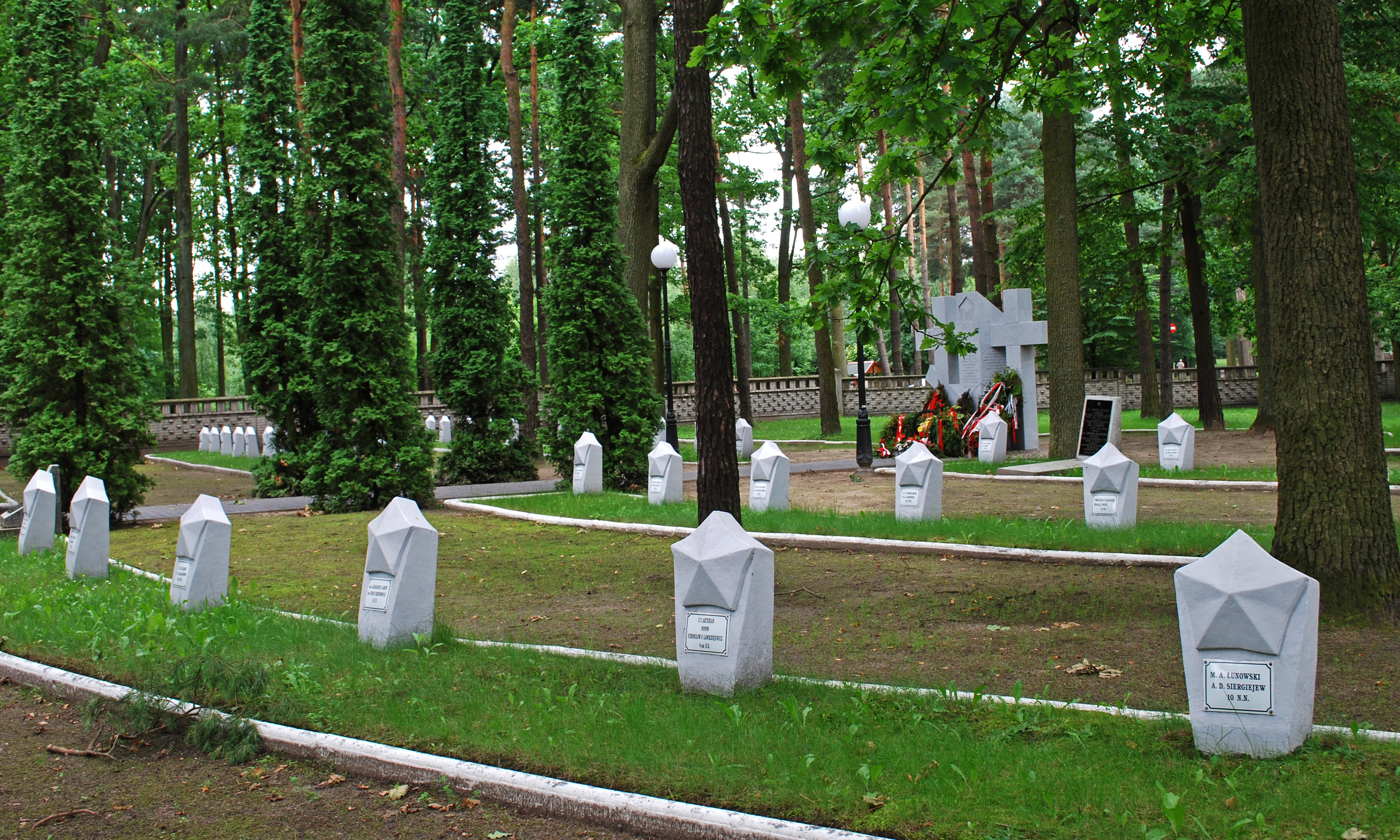
Cemitério de soldados soviéticos
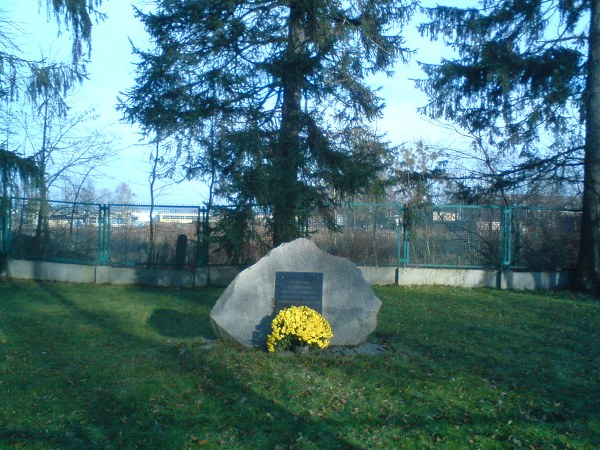
Cemitério de soldados alemães e russos da Primeira Guerra Mundial
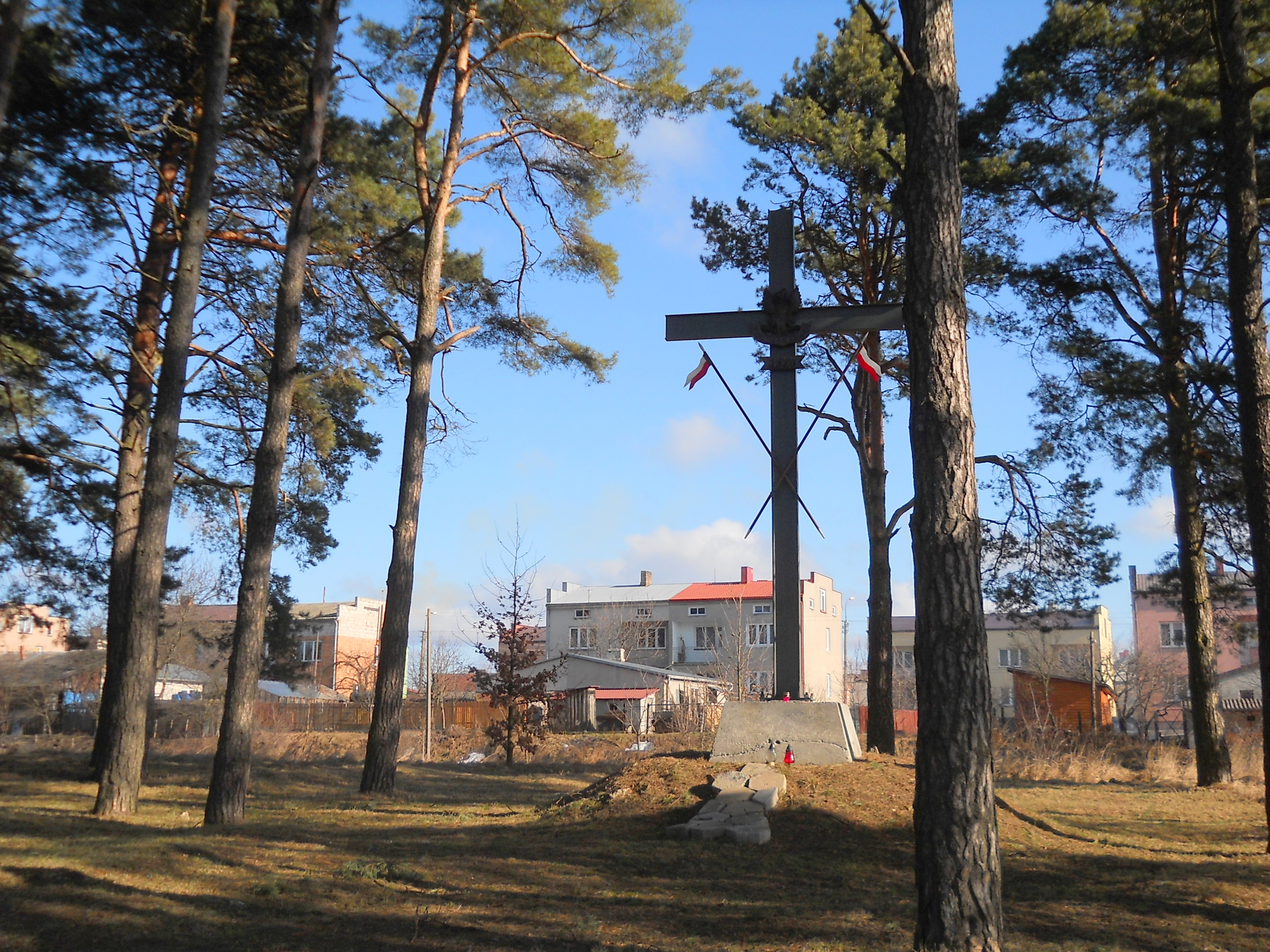
Sepultura de soldados poloneses da guerra de 1920

### Parques e praças
- Parque municipal — rua Parkowa

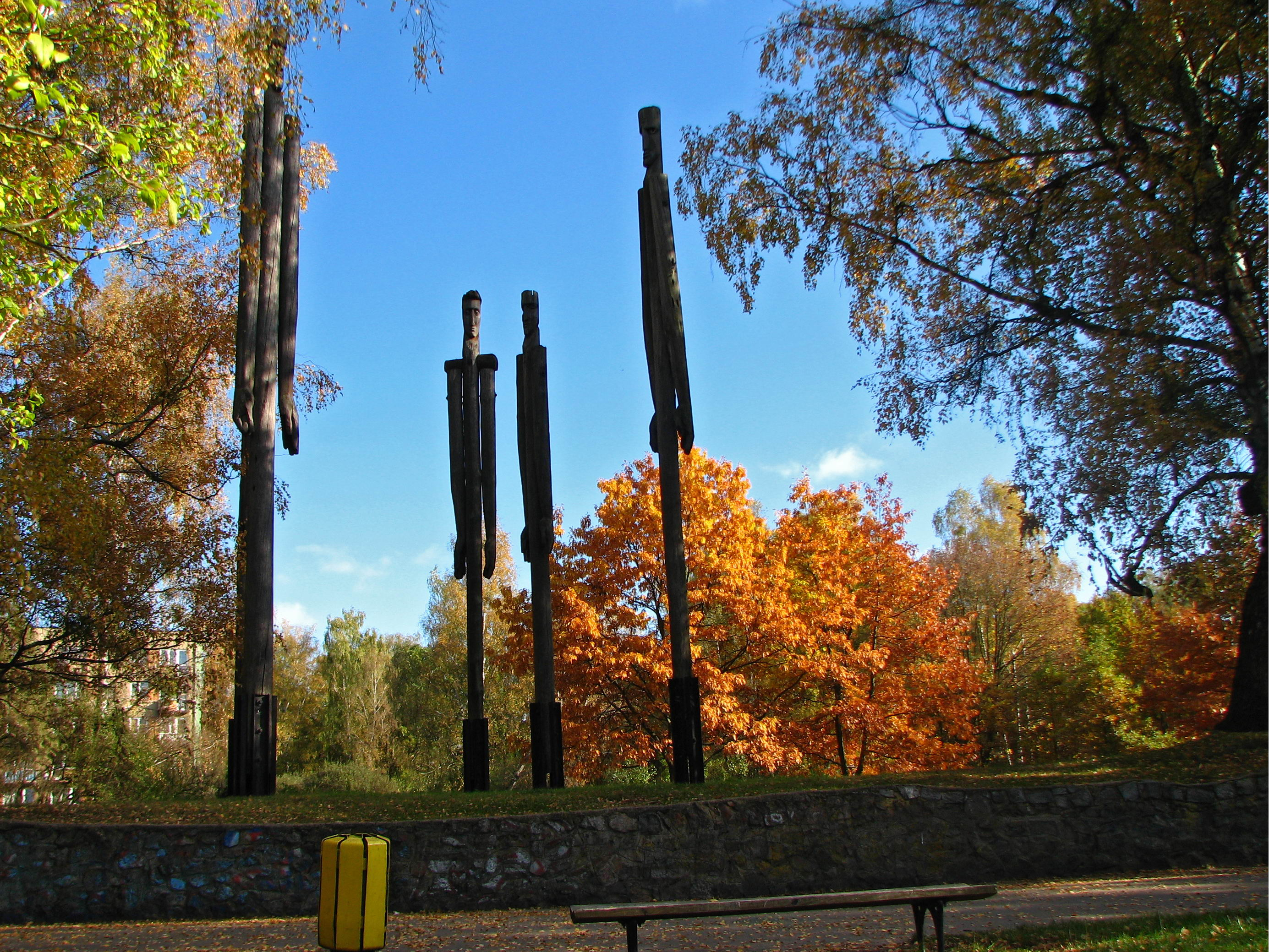
Parque municipal

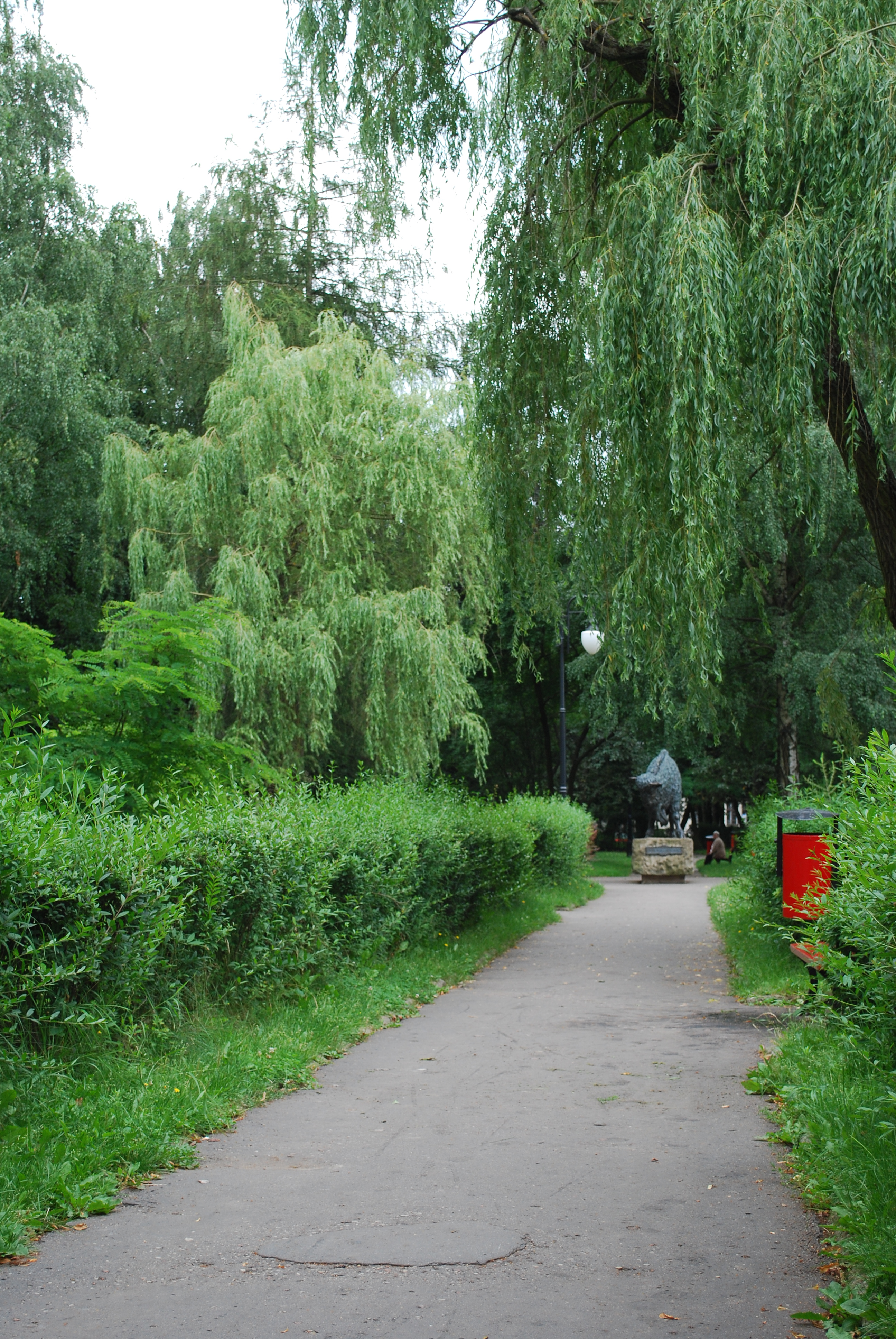
Praça dr. Dmitri Wasilewski

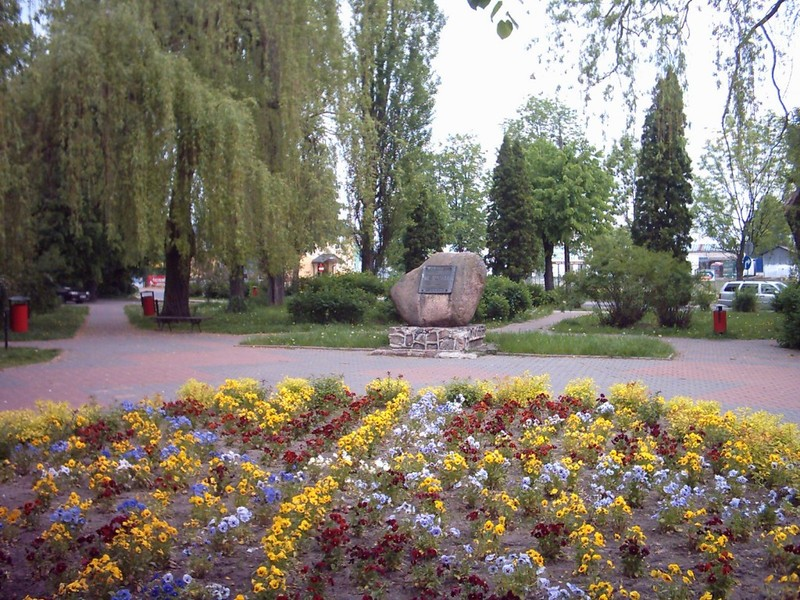
Praça Plutão Bolesław Bierwiaczonek

- Praça do dr. Dmitri Wasilewski — rua A. Zina
- Praça Plutão Bolesław Bierwiaczonek — rua 3 Maja

### Cemitérios
- Cemitério católico fundado em 1923[25]
- Antigo cemitério ortodoxo
- Novo cemitério ortodoxo, fundado em 2017[26]
- Túmulo dos soldados poloneses da guerra de 1920 — rua Łagodna no distrito de Międzytory
- Cemitério de soldados alemães e russos da Primeira Guerra Mundial (cerca de 1915)
- Cemitério de soldados soviéticos que morreram em 1944[25]
- Cemitério ortodoxo do século XVIII perto da vila de Dubiny (até 1839 Uniate)

## Educação

### Escolas primárias
- Complexo Escolar n.º 1:
  - Escola Primária n.º 5
  - Escola Primária n.º 1
- Complexo Escolar n.º 2:
  - Escola Primária n.º 2
  - Escola Primária n.º 3
- Complexo Escolar n.º 3:
  - Escola Primária n.º 6
  - Escola Primária n.º 2
- Escola Especial e Centro Educacional:
  - Escola Primária Especial
  - Escola Especial 1º grau da Indústria
  - Escola Preparatória para o trabalho

### Escolas secundárias
- Complexo de Escolas Secundárias Gerais:
  - I Escola Secundária Maria Curie-Skłodowska
- Complexo de Escolas com Estudo Adicional da Língua Bielorrussa:
  - II Escola Secundária com ensino adicional da língua bielorrussa
- Complexo Escolar Profissional:
  - Escola Técnica
  - Escola de Primeiro Grau da Indústria

### Faculdades
- Faculdade de Campo de Silvicultura da Universidade de Tecnologia de Białystok em Hajnówka

## Esportes
- SKS Hajnówka — voleibol (inativo)

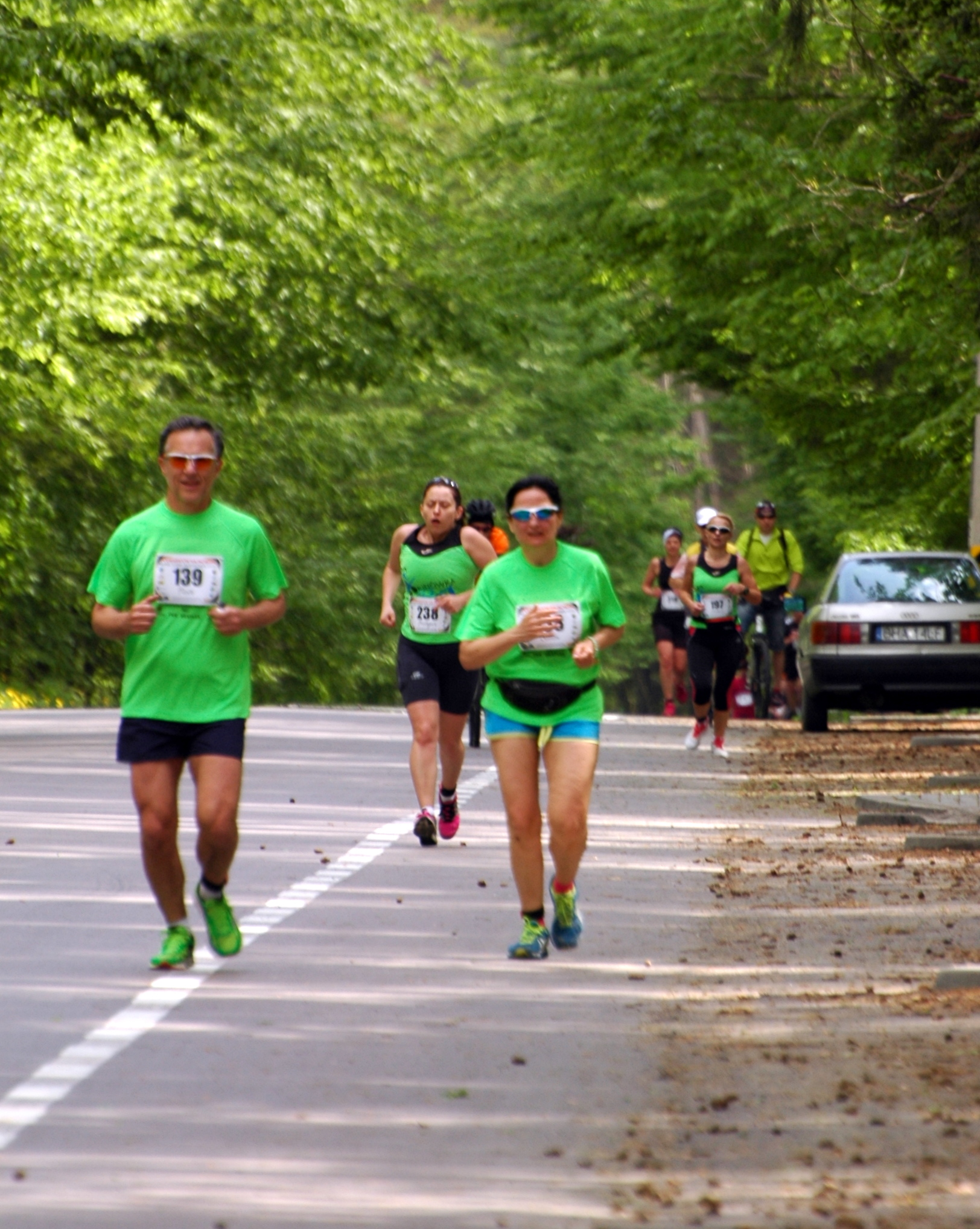
Corrida Żubr em 2015

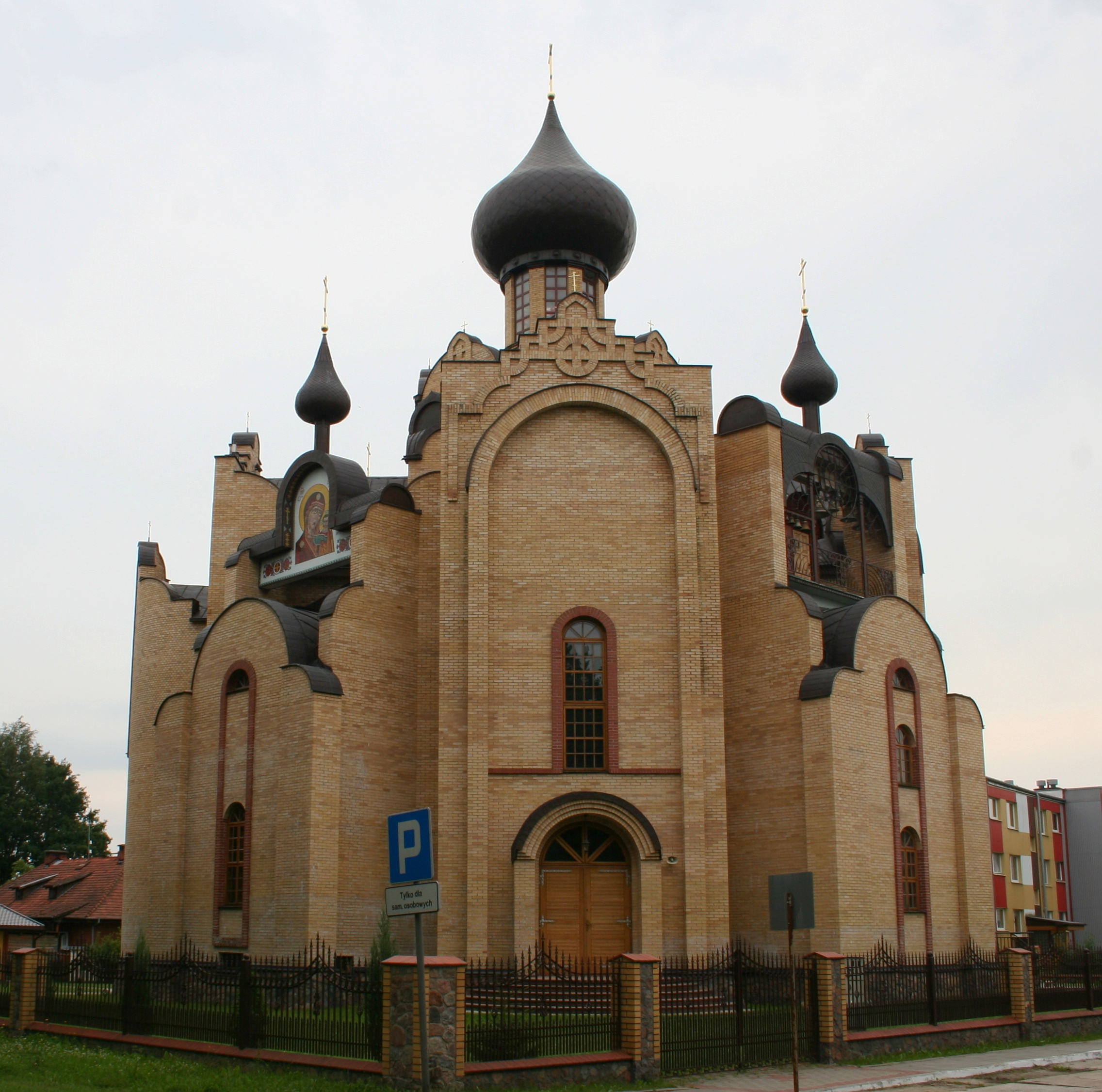
Igreja da Natividade de São João Batista

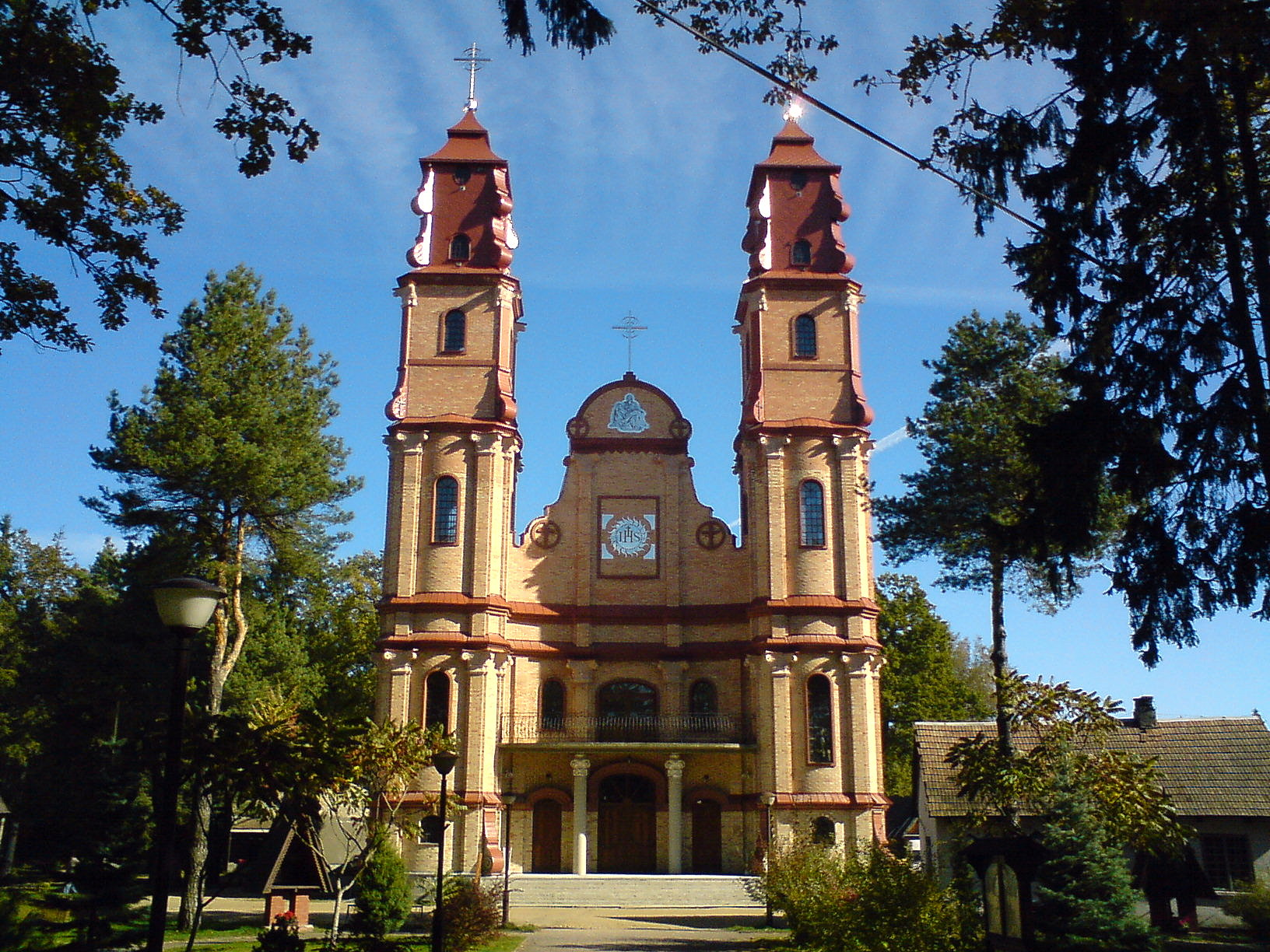
Igreja paroquial dos Santos Cirilo e Metódio

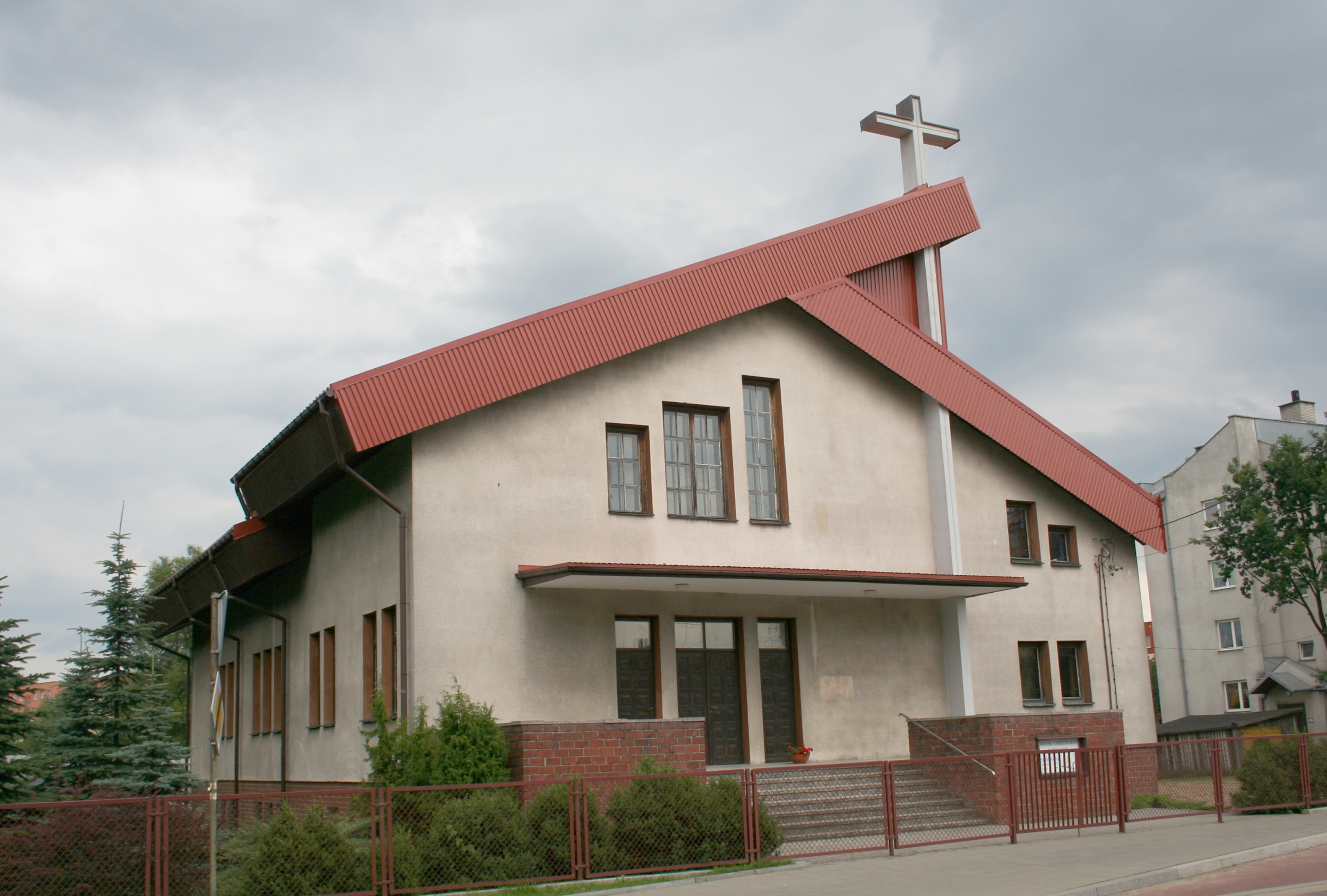
Igreja Batista

- Puszcza Hajnówka — futebol (Liga distrital — temporada 2019/2020)
- OSiR Hajnówka — futebol
- KS Parkiet Hajnówka — atletismo
- MKS PUK Hajnówka — voleibol

## Religião
A população de Hajnówka é diversificada em termos de religião. A maioria é ortodoxa (mais de 70%). O resto da população é católica (cerca de 25%) e protestante (cerca de 5%). Uma congregação das Testemunhas de Jeová também realiza atividades religiosas na cidade.
- Igreja Adventista do Sétimo Dia:
  - Igreja em Hajnówka[27]

- Igreja de Deus em Cristo:
  - Congregação da Igreja de Deus em Cristo em Hajnówka[28]

- Igreja Cristã Batista:
  - Igreja em Hajnówka[29]

- Igreja Católica na Polônia:
  - Paróquia da Exaltação da Santa Cruz e de São Estanislau[30]
  - Paróquia dos Santos Cirilo e Metódio[31]
  - Mosteiro das Clarissas da Adoração Perpétua[32]
  - Casa Religiosa das Irmãs da Imaculada Conceição

- Igreja Pentecostal:
  - Igreja em Hajnówka[33]

- Igreja Ortodoxa Polonesa:
  - Paróquia da Natividade de São João Batista[34]
  - Paróquia de São Dmitri Solunski[34]
  - Paróquia da Santíssima Trindade[34]

- Testemunhas de Jeová
  - Igreja em Hajnówka (Salão do Reino, rua Żabia 7)